# Ferrovia Salaria
La ferrovia Salaria o ferrovia dei Due Mari è un progetto volto alla realizzazione di una linea ferroviaria di collegamento trasversale tra il mar Tirreno e il mare Adriatico, nell'Italia centrale, di 221 km. Avrebbe collegato Roma a San Benedetto del Tronto passando per Passo Corese, Rieti, Antrodoco e Ascoli Piceno, ricalcando il percorso dell'antica Via Salaria e della moderna strada statale 4 (e condividendo parte del tracciato con le linee preesistenti Firenze-Roma, Terni-Sulmona e Ascoli-San Benedetto).
È stata più volte progettata e ripetutamente approvata dai governi dell'Italia monarchica e repubblicana, ma mai costruita a causa di ostacoli di vario genere (contrasti sul tracciato da adottare, dissidi campanilistici con altre regioni, ostacoli burocratici ed economici).
Tale denominazione viene spesso impropriamente adottata in ambito locale per intendere la Ferrovia Civitavecchia-Orte.

## Storia
La Via Salaria, tratturo preistorico, situata per lo più in area storico-geografica Appenninica-Sabina, collegava l'Adriatico al Tirreno prima ancora della fondazione di Roma. Essa è la più antica delle strade consolari e collega Roma al mare Adriatico, attraversando Rieti e Ascoli Piceno. Arteria di fondamentale importanza per Sabini, Piceni, Marsi e Umbri, rese possibili gli antichissimi rapporti tra Sabini e Romani (secondo la leggenda risalenti al ratto delle Sabine); attorno al suo percorso si sono sviluppati i principali insediamenti di questi popoli, specialmente nella Sabina di cui rappresenta la dorsale. La sua importanza è rimasta fondamentale fino all'epoca moderna: prima della costruzione delle autostrade dei Parchi, infatti, la Salaria costituiva la via più agevole e naturale da Roma verso L'Aquila e Teramo, nonché dal capoluogo abruzzese al mare (per mezzo della Via Picente).

### Le occasioni mancate nell'ambito di altri progetti (1841-1870)
L'idea di costruire una ferrovia sul percorso della Salaria risale agli albori della storia ferroviaria Italiana: infatti il primo progetto fu redatto dall'architetto Marini di San Benedetto del Tronto già nel 1841.
Ciononostante, in questo primo momento, una serie di situazioni contingenti sfavorivano la messa in pratica dell'idea: dapprima la mancata unità nazionale, cosa che ne avrebbe fatto una ferrovia internazionale, con tutte le complicazioni del caso (infatti i due tratti terminali della ferrovia si sarebbero trovati in territorio Pontificio, mentre quello centrale Cittaducale-Accumoli in territorio Borbonico); poi, nel primo decennio dopo l'unificazione, il fatto che Roma non fosse ancora parte del regno d'Italia (cosa che rendeva poco utile collegarvisi).
Per tali ragioni, fino agli anni settanta-ottanta dell'Ottocento, la direttrice costituita dalla Via Salaria rimase decisamente in secondo piano rispetto ad altre, che all'epoca apparivano più funzionali e adatte alla costruzione di ferrovie; anche a livello locale, gli amministratori sabini e piceni concentrarono i loro sforzi sull'ottenimento di altre strade ferrate.
Comunque, sebbene ideati per fini diversi, molti di questi progetti ricalcavano il tracciato della ferrovia Salaria in tutto o in parte, e costituirono pertanto le prime concrete opportunità di realizzarla. Queste occasioni, però, furono in gran parte perdute e portarono alla realizzazione solo di alcuni tronchi minori della Roma-S. Benedetto.

#### La prima opportunità con la Roma-Ancona

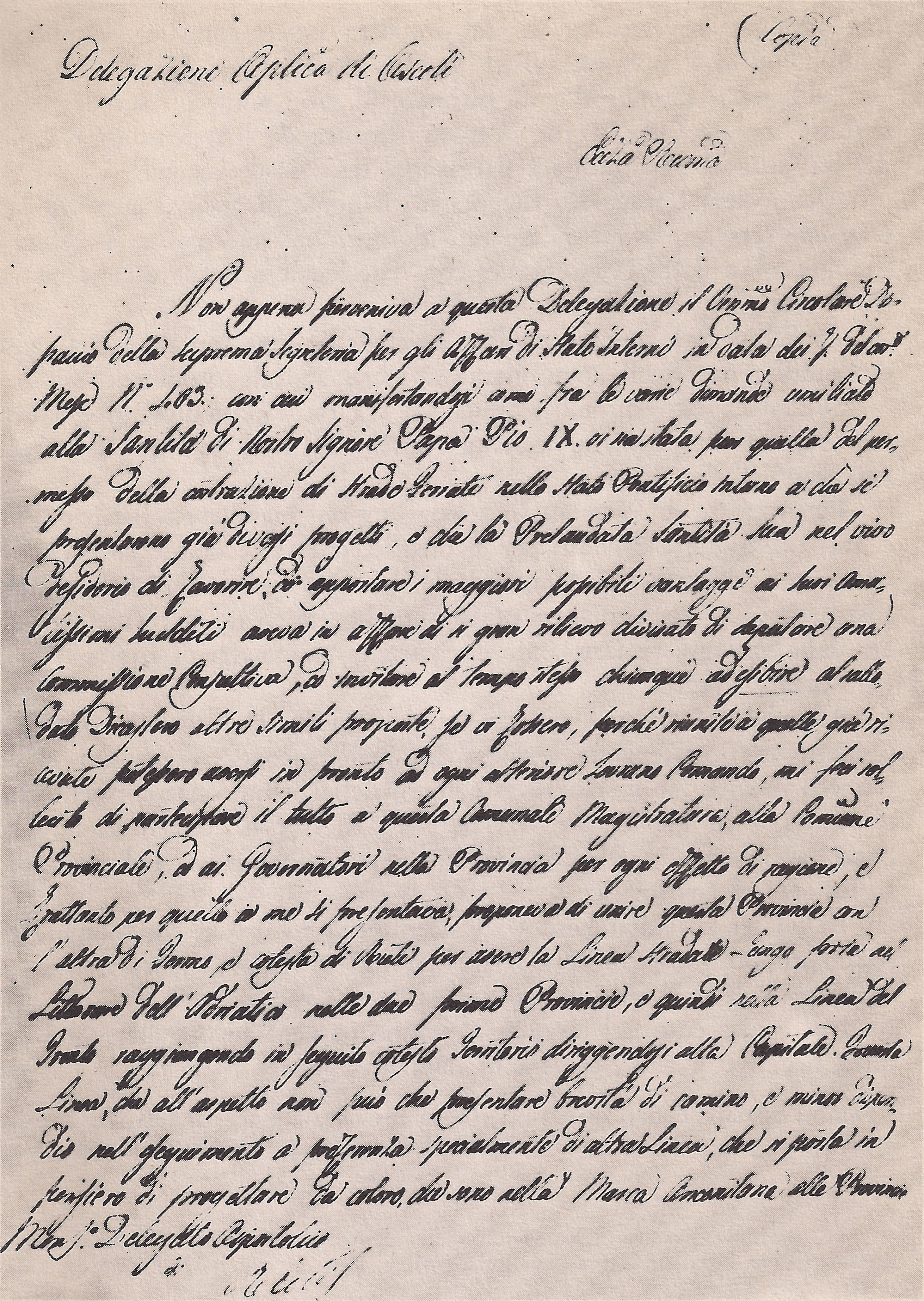
Lettera con cui il delegato apostolico di Ascoli informa l'omologo di Rieti sulla proposta di una ferrovia Ancona-Fermo-Ascoli-Roma (1846)

Lo Stato Pontificio avviò la progettazione di una propria rete ferroviaria con un consistente ritardo rispetto al centro-nord, e ben poco fu costruito prima dell'unità d'Italia. Per vedere la prima pianificazione ferroviaria sistematica nello Stato Pontificio bisognò aspettare il luglio del 1846, quando Pio IX decretò la costruzione di una strada ferrata che collegasse Roma al porto di Ancona sull'Adriatico.
Questa occasione costituì anche la prima opportunità di veder realizzata la ferrovia Salaria, poiché le municipalità di Fermo e Ascoli Piceno proposero di tracciare tale ferrovia seguendo prima il percorso della Via Salaria e poi la costa Adriatica, e si accordarono per far realizzare un progetto, che fu eseguito dall'ingegnere Luigi Fedeli. La proposta venne segnalata anche al delegato apostolico di Rieti, ma con scarsa lungimiranza venne sostanzialmente ignorata dall'ambiente sabino, ancora poco conscio dei vantaggi che una ferrovia avrebbe apportato al territorio. Oltre all'indifferenza di Rieti, il progetto incontrò l'opposizione del regno delle Due Sicilie (dove sarebbe dovuta transitare parte della ferrovia) e inoltre sarebbe stato vulnerabile per un lungo tratto ai potenziali cannoneggiamenti di navi nemiche, all'epoca un fattore determinante in caso di guerra; per queste ragioni, nel novembre 1846 la decisione finale cadde sul percorso che seguiva la valle del fiume Potenza, via Orte, Terni e Foligno.
Da questo progetto ebbe origine la ferrovia Roma-Ancona, che dopo alterne vicende venne aperta nel 1866. Nonostante l'occasione persa, la strada ferrata servì la Sabina sud-occidentale con sei stazioni, e la sua costruzione costituì il primo vero avanzamento della ferrovia Salaria: infatti nel suo tratto iniziale la Roma-Ancona affianca la strada consolare Salaria, per quasi quaranta chilometri, e se ne distacca solo a Passo Corese. Il problema si riduceva quindi alla costruzione di una diramazione in direzione Rieti a partire da una di queste stazioni, ad esempio da quella di Fara Sabina, sita in località Passo Corese (seguendo il tracciato della Via Salaria) o da Poggio Mirteto (seguendo la valle del Canera, dove passa la Via Tancia).

#### La seconda opportunità con la Roma-L'Aquila-Pescara

Il progetto originario della fallita Roma-L'Aquila-Pescara, che avrebbe ricalcato buona parte della Salaria

Nei primi anni dopo l'unità d'Italia, l'attenzione degli amministratori reatini si concentrò sul progetto della ferrovia Roma-L'Aquila-Pescara, che avrebbe dovuto collegare l'Abruzzo interno (e in particolare il capoluogo L'Aquila) al versante tirrenico e adriatico.
Questo progetto costituì la seconda opportunità di veder realizzata gran parte della ferrovia Salaria, poiché il tracciato originario della linea (proposto dal comune di Rieti nel 1862) prevedeva il passaggio per Passo Corese, Rieti, Antrodoco e - secondo una delle due alternative ipotizzate - anche per Posta: avrebbe quindi avuto in comune con la Salaria tutto il tratto da Roma ad Antrodoco/Posta, che se realizzato avrebbe portato a compimento oltre metà della ferrovia Roma-S. Benedetto, nella sua parte più importante.
Tuttavia anche questa occasione fu perduta: infatti per ben tre volte, le ragioni più diverse (riassunte di seguito) portarono a sostituire il tratto Rieti-Passo Corese con quello Rieti-Terni, mandando a monte l'intero progetto della Roma-L'Aquila-Pescara (che fu ridimensionato al più modesto tracciato Terni-Sulmona):
- dapprima (1865) gli interessi dell'Umbria[14] ma soprattutto del governo nazionale[15] per la direttrice Rieti-Terni (dovuti al fatto che facesse parte di una linea utile ad aggirare lo Stato Pontificio), generarono un'indecisione che portò al rilascio di una concessione che autorizzava il solo tratto Pescara-Rieti ma non specificava quale delle due prosecuzioni si sarebbe dovuta seguire dopo Rieti (verso Terni o verso Passo Corese).[16] Tra le due, anzi, appariva favorita quella verso Terni: secondo un giornale reatino del 1871, la realizzazione della Rieti-Passo Corese appariva «probabile», ma la sua progettazione risultava subordinata alla realizzazione della Rieti-Terni.[17]

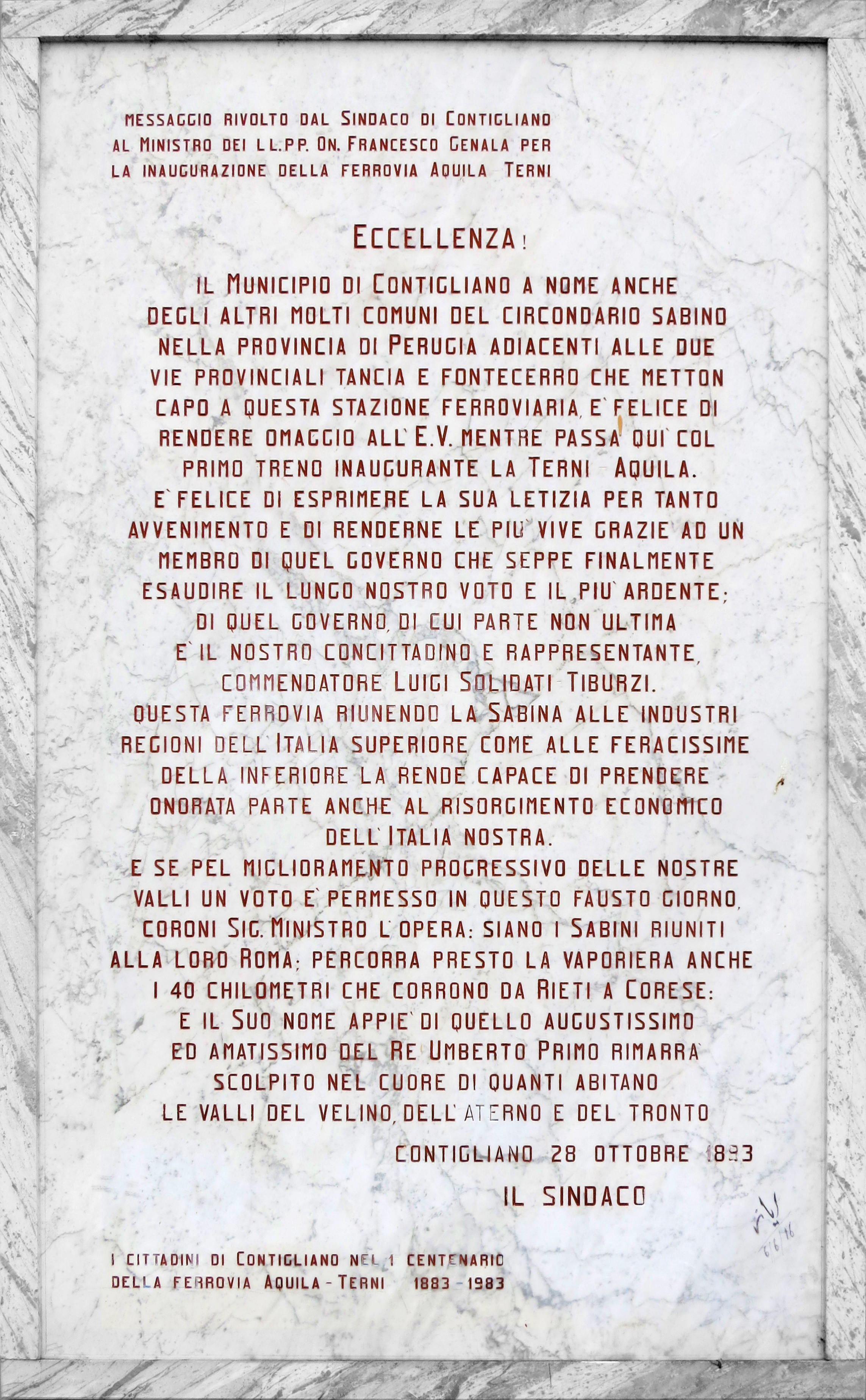
Stazione di Contigliano – discorso del sindaco per l'inaugurazione della ferrovia Terni-L'Aquila (1883), nel quale si sollecita al ministro Genala la costruzione della Rieti-Passo Corese.

- in seguito (1871) la presa di Roma, che rendeva inutile aggirare lo Stato Pontificio, spinse la società costruttrice (la Strade Ferrate Meridionali) a riprendere in considerazione il progetto iniziale, via Passo Corese,[18] ma l'ipotesi si rivelò impercorribile per ragioni più che altro burocratiche: infatti, a causa della frammentazione in cui si trovava la rete ferroviaria nazionale, la ferrovia Roma-Passo Corese apparteneva ad un'altra compagnia (la Strade Ferrate Romane), che non concesse il suo benestare all'innesto della linea delle Meridionali nella propria stazione di Passo Corese.[18] La società delle Meridionali, pertanto, decise di abbandonare il progetto e di collegare Roma a Pescara in altro modo: non più via L'Aquila, ma tramite una ferrovia passante per Avezzano.[19]
- infine (tra il 1871 e il 1879), quando il parlamento e il governo furono chiamati a decidere sulla sorte del progetto, venne raggiunto un accordo politico che, anziché imporre alla Strade Ferrate Romane l'innesto della linea delle Meridionali in Passo Corese, prevedeva la prosecuzione della linea Pescara-Rieti verso Terni.[20] Il motivo risiedeva prevalentemente in questioni di strategia politica: infatti il potente barone sulmonese Giuseppe Angeloni premeva sul governo perché la Roma-Pescara fosse realizzata via Avezzano e non via L'Aquila,[21] e inoltre lo statista Agostino Depretis sostenne che in sede di votazione la Rieti-Terni avrebbe incontrato meno opposizioni della Rieti-Passo Corese (per via del suo valore strategico e militare), e quindi sarebbe stata più facile da far approvare.[20]

La conseguenza fu la costruzione della ferrovia Terni-Rieti-L'Aquila (1883), linea che ebbe un costo di costruzione notevolmente superiore alla Rieti-Passo Corese per via del difficile tratto delle Marmore, e che fu presto relegata a linea secondaria e poco remunerativa, più volte minacciata dalla soppressione.
In tal modo era stato realizzato solo il tratto Rieti-Antrodoco della ferrovia Salaria, piuttosto breve (24 km) e soprattutto isolato dal tratto Roma-Passo Corese precedentemente realizzato. L'esito della vicenda soddisfaceva solo in parte i reatini, tanto che già nel giorno dell'inaugurazione della Terni-L'Aquila il sindaco di Contigliano sollecitava al Ministro dei Lavori Pubblici Francesco Genala la costruzione della Rieti-Passo Corese.

### L'aumentata importanza del progetto con la presa di Roma (1870-1900)
Nel settembre del 1870 la politica ferroviaria nazionale fu radicalmente stravolta dalla presa di Roma, con la quale la città fu annessa al Regno d'Italia e divenne la nuova capitale: infatti, se prima l'impostazione della rete ferrata era indirizzata ad aggirare lo stato della Chiesa, ora al contrario la priorità per tutte le città italiane divenne quella di collegarsi a Roma.
Grazie a questo avvenimento, la ferrovia Salaria acquisì finalmente un'importanza preponderante rispetto agli altri progetti che l'avevano messa in secondo piano nei decenni precedenti, sia a livello locale che a livello nazionale. Infatti da questo momento fino all'inizio del nuovo secolo, la realizzazione della Salaria divenne uno dei temi e delle battaglie fondamentali della vita politica della Sabina e del Piceno.

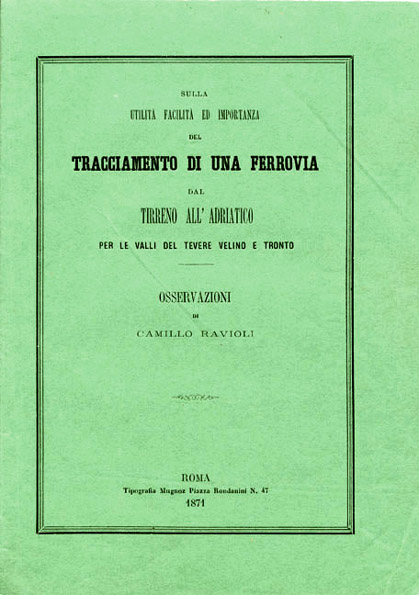
Frontespizio della pubblicazione di Camillo Ravioli (1871)

Inoltre, al di fuori dei territori direttamente interessati, il suo progetto era stato riproposto nel 1862 dal prof. Lorenzo Giacomini e nel 1871 furono edite due pubblicazioni che ne sottolineavano la rilevanza nazionale: la prima ad opera del colonnello Alessandro Calandrelli, la seconda da parte dell'ingegnere Camillo Ravioli, che ne evidenziava l'importanza dal punto di vista militare.

#### La Ascoli-San Benedetto

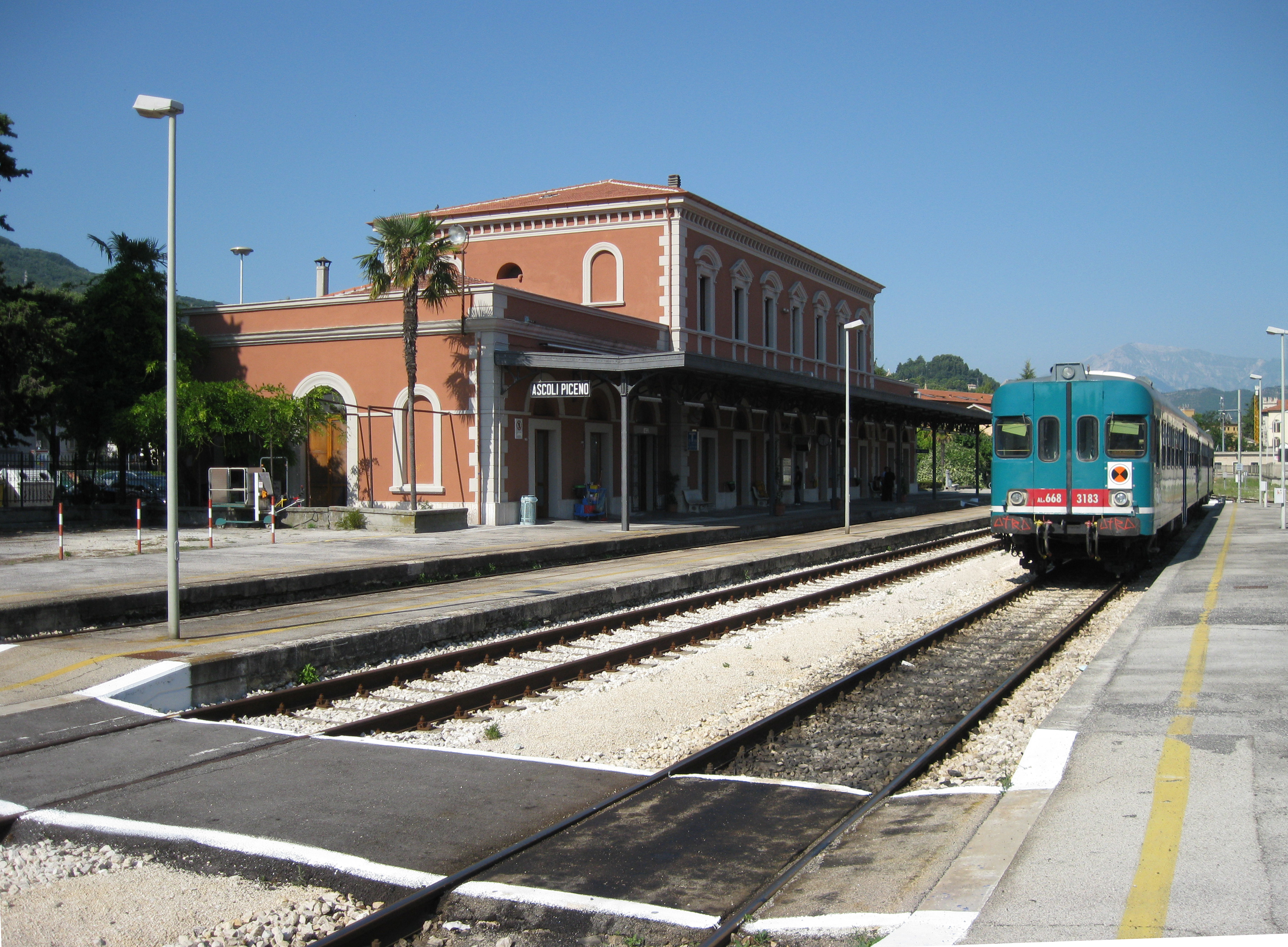
La stazione di Ascoli Piceno (1886), con l'impostazione da stazione passante in previsione del prolungamento verso Antrodoco

Nel frattempo la provincia di Ascoli Piceno non era rimasta a guardare ed aveva fatto approvare il tratto finale della ferrovia Salaria, che da San Benedetto del Tronto sull'Adriatico percorreva il tratto pianeggiante fino ad Ascoli Piceno, raccordando il capoluogo con la ferrovia Adriatica che corre lungo la costa. La ferrovia Ascoli Piceno-San Benedetto del Tronto fu inaugurata nel 1886. Veniva così completato un altro pezzo della Salaria: rimanevano ora i due tronchi Passo Corese-Rieti e Ascoli Piceno-Antrodoco, e proprio in previsione di quest'ultimo la stazione di Ascoli Piceno fu realizzata come stazione passante piuttosto che di testa. Tuttavia nessuno di questi due tronchi venne mai costruito: la Ascoli Piceno-San Benedetto del Tronto costruita nel 1886 fu di fatto l'ultimo passo avanti nella realizzazione della ferrovia Salaria, che da qui in poi incontrerà sul suo cammino ostacoli di ogni tipo.

#### I tentativi di realizzazione del tratto Rieti-Roma

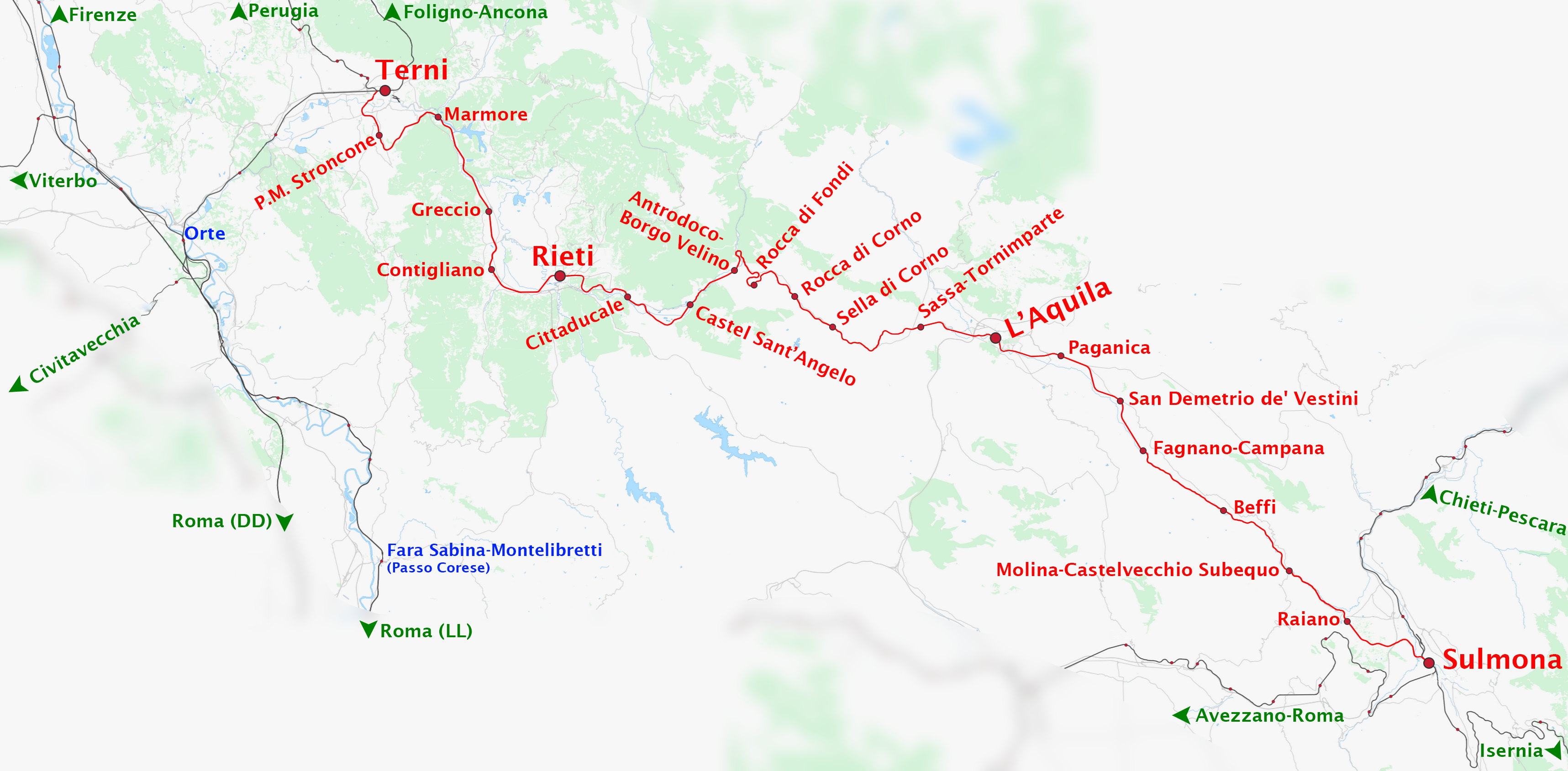
Lo stato dei collegamenti ferroviari nel reatino e nell'aquilano alla fine dell'Ottocento (e tuttora immutati)

Negli ultimi tre decenni dell'Ottocento si movimentarono a sostegno della ferrovia un gran numero di comitati, che sorsero e sparirono nel corso di breve tempo alimentando con le loro promesse (spesso finalizzate al conseguimento di risultati elettorali) un certo scetticismo nei confronti della ferrovia. Nel frattempo anche il ministero dei Lavori Pubblici riconobbe l'utilità della ferrovia Salaria, inserendola nel piano regolatore ferroviario del 1879.
Nel 1878 il reatino Felice Palmegiani diede incarico all'ingegnere Luigi Trevellini di eseguire un progetto completo della ferrovia Rieti-Passo Corese, che fu presentato lo stesso anno al Ministero dei lavori pubblici ed approvato l'8 marzo 1879 dal Consiglio Superiore dei Lavori Pubblici. Dopo l'approvazione sorse a sostegno del progetto un comitato presieduto dal generale Filippo Cerroti.

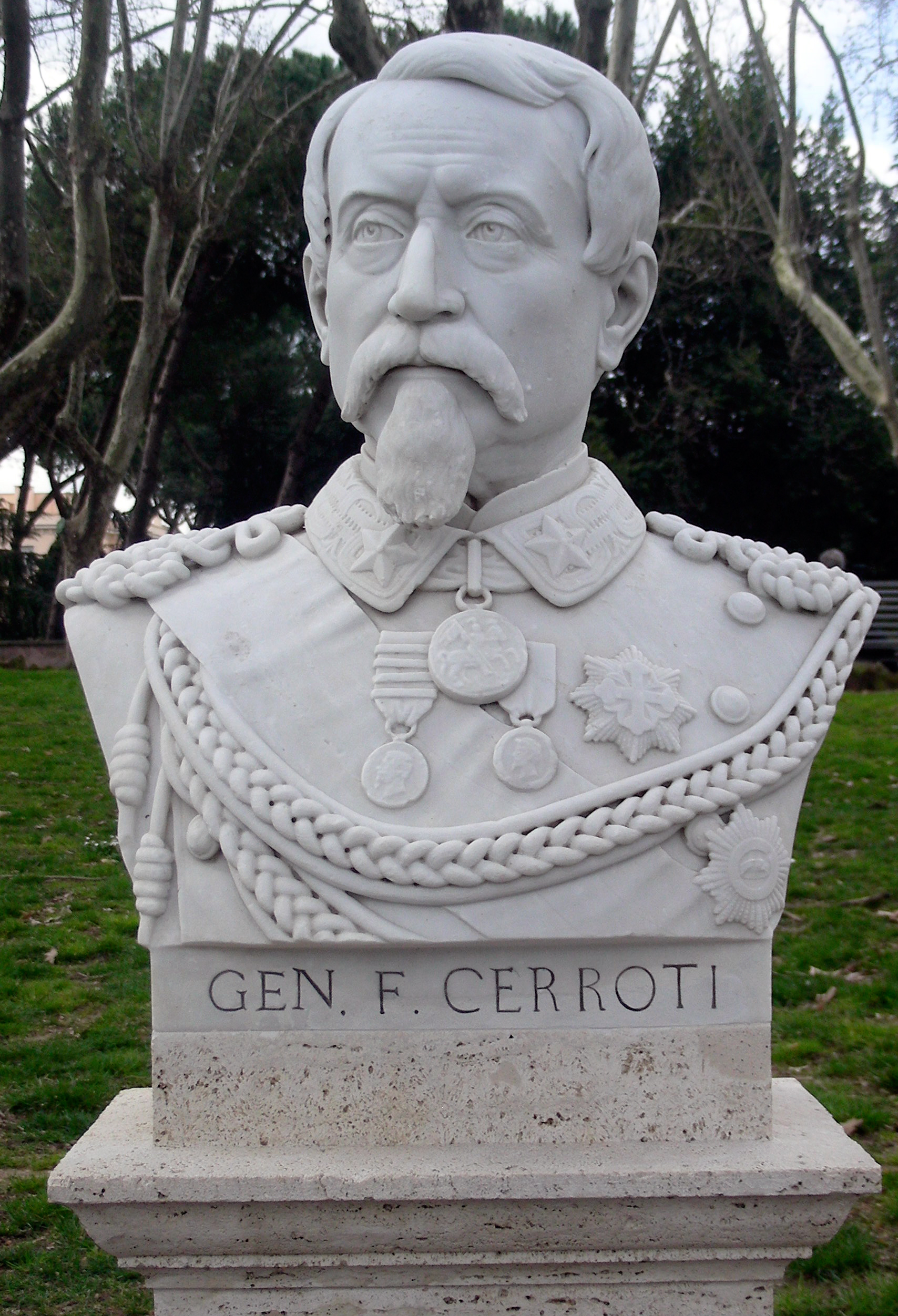
Busto del generale Filippo Cerroti al Gianicolo

Nonostante l'approvazione ministeriale, la realizzazione del progetto fu ostacolata dalla divisione tra i sostenitori del tracciato Rieti-Passo Corese del Trevellini (per Roccasinibalda, Torricella, Poggio Moiano e Scandriglia) e il «comitato dei contiglianesi» sostenitori del percorso alternativo Contigliano-Poggio Mirteto (per Mompeo e Salisano, similmente alla Via Tancia). A causa di queste divisioni nel 1878 la Rieti-Fara Sabina fu classificata come ferrovia di quarta categoria, mentre venivano inserite come ferrovie di prima categoria le Terni-L'Aquila e Roma-Sulmona. Nel 1879 una legge concedeva la costruzione di 1530 km di ferrovie di quarta categoria, ma il consorzio per l'esecuzione dei lavori venne formato quando questi ormai erano stati tutti concessi ad altre parti d'Italia.
Nel 1884 il generale Cerroti realizzò un nuovo progetto.
Nel frattempo l'utilità della ferrovia Rieti-Passo Corese veniva sottolineata da più parti: il ministro della guerra del tempo ne evidenziò l'importanza strategica dal punto di vista militare (con la legge 5 aprile 1882), il consiglio provinciale capitolino la dichiarò "di grande utilità per la provincia di Roma", mentre la commissione per la bonifica dell'Agro Romano ne raccomandò la costruzione.
Nel 1885 una nuova legge concedette mille chilometri alla quarta categoria, e venne formato un nuovo consorzio. Il comune di Roma, che riteneva la ferrovia di grande interesse economico, aderì al consorzio con 100 000 lire. Il comune dell'Aquila, che già allora si trovava a riconoscere gli svantaggi del collegamento con la Capitale via Terni (linea Terni-L'Aquila, inaugurata meno di due anni prima), nel febbraio 1885 decise all'unanimità di aderire al consorzio versando la somma di 80 000 lire, in virtù dei vantaggi che avrebbe portato un percorso abbreviato di ben 70 km; altrettanto fece la provincia dell'Aquila che versò 180 000 lire. Complessivamente vennero raccolti l'equivalente di 1 270 000 euro attuali. La costituzione del consorzio fu approvata nel novembre del 1885 dalla deputazione provinciale dell'Umbria, a cui all'epoca apparteneva l'intero territorio attraversato dalla ferrovia. Tuttavia anche questa volta l'iniziativa si arenò a causa di diversi ostacoli: la presentazione da parte dei proprietari dell'abbazia di Farfa di un progetto alternativo, la nascita di un comitato che si opponeva al consorzio e che voleva la costruzione della Rieti-Fara Sabina come tramvia elettrica, ed infine la morte sia del progettista Trivellini che del promotore Felice Palmegiani.

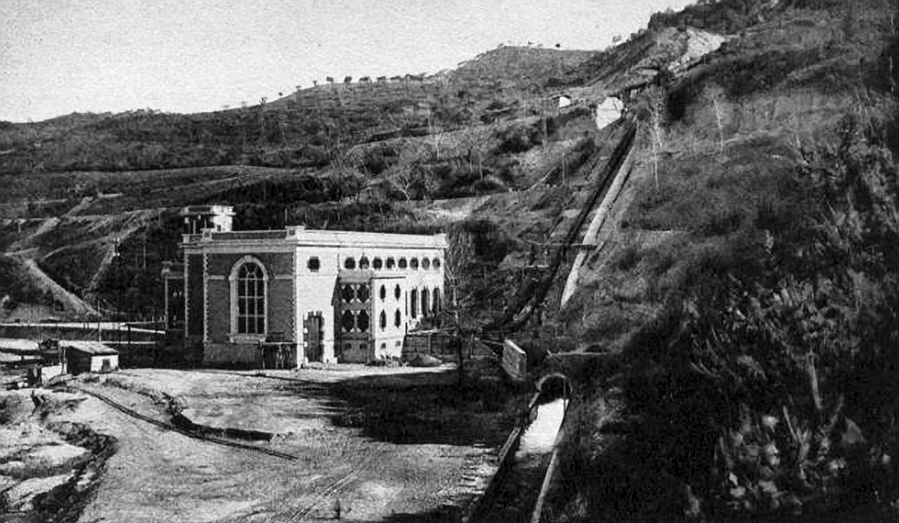
La centrale idroelettrica di Farfa, che doveva alimentare la ferrovia elettrica Rieti-Passo Corese secondo il progetto Ugolini

Nel 1895 il problema tornò alla ribalta e l'ingegner Venturini presentò un nuovo progetto, che tuttavia fu abbandonato quando da uno studio comparativo risultò che il progetto Trivellini rimaneva quello più vantaggioso. Nel 1900 l'ingegnere Edoardo Ugolini presentò un nuovo progetto che prevedeva una ferrovia a trazione elettrica; l'iniziativa non ebbe successo e non ottenne l'appoggio del comune di Rieti, ma la centrale idroelettrica che doveva alimentarla venne realmente costruita e oggi costituisce la centrale idroelettrica di Farfa. Nel 1905 un nuovo progetto fu presentato dall'ingegner Ugo Benincasa ed approvato dal consiglio superiore dei Lavori Pubblici, ma non venne accolto con successo.
Altri progetti avanzati in questi anni furono quelli degli ingegneri Massimi e Segrè. La costruzione della ferrovia era parte del programma politico di Giovanni Giolitti.

### I tentativi di realizzazione come progetto unitario (1900-1932)

#### L'attività del comitato ascolano
Nel 1902 il consiglio provinciale di Ascoli aveva approvato il progetto di Venceslao Amici per il tratto Ascoli Piceno-Antrodoco.

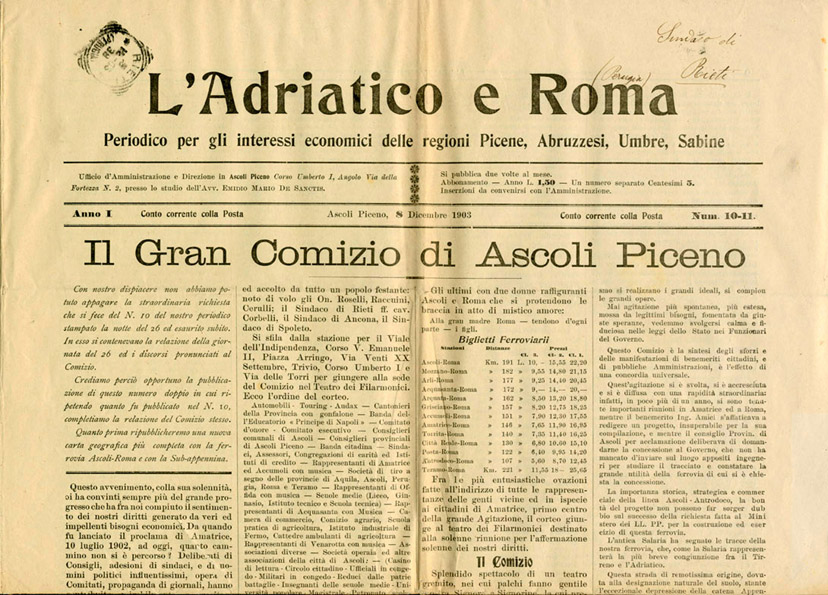
La notizia del comizio di Ascoli del 1903

Nel 1904, in seguito al fallimento del comitato di Amatrice che si era costituito due anni prima, sorse ad Ascoli un comitato interregionale finalmente stabile presieduto da Felice Borghese, presidente della provincia di Roma, del quale erano membri il sindaco di Roma Prospero Colonna, il sindaco di Ascoli Luigi Marroni, il sindaco di Rieti Filippo Corbelli, il presidente della provincia di Ascoli Enrico Teodori, il direttore del quotidiano  L'Adriatico Luigi Trocchi e i parlamentari Alfredo Baccelli, Apelle Cantalamessa, Gaetano Falconi, Alessandro Fortis, Arturo Galletti, Domenico Raccuini, Francesco Rosselli. Il comitato organizzò due comizi a sostegno della ferrovia, il 26 novembre 1903 ad Ascoli e il 17 aprile 1904 a Palombara Sabina. Nel primo dei due il sindaco di Rieti si impegnò a far redigere a spese del proprio comune un nuovo progetto del tronco Rieti-Passo Corese che completasse il progetto Amici già approvato per il tronco Ascoli Piceno-Antrodoco, ma un anno più tardi l'incarico non era stato ancora affidato ad alcun ingegnere e si riaccese la polemica tra Rieti ed Ascoli, che accusava Rieti di intralciare il progetto e di essere la causa della sua mancata realizzazione.
A favore della Salaria si schierò anche il sindaco di Spoleto Domenico Arcangeli, grande sostenitore della costruzione della ferrovia Spoleto-Norcia, il quale nel 1903 aveva definito il Piceno e la montagna spoletina «un unico deserto ferroviario». A tale proposito, nel 1904, Arcangeli affidò all'ingegnere Carlo Carosso il compito di progettare un prolungamento della Spoleto-Norcia che si sarebbe innestato sulla Salaria presso Grisciano o Arquata.

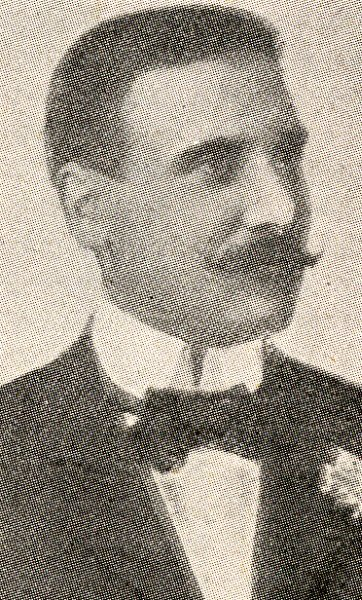
L'ingegner Venceslao Amici, fondatore della Società per la Ferrovia Salaria

Nell'agosto del 1906 si costituisce a Roma la Società per la Ferrovia Salaria con a capo l'ingegnere Venceslao Amici, il cui progetto per la Ascoli Piceno-Antrodoco è già stato approvato dal Consiglio Superiore dei Lavori Pubblici; la società si proponeva di progettare anche la tratta Rieti-Passo Corese, ottenere la concessione per poi cederla ad una società che si occupasse della costruzione e dell'esercizio.
Nel giugno 1907 il consiglio superiore dei lavori pubblici approvò il progetto di Venceslao Amici per il solo tronco Ascoli Piceno-Antrodoco concedendogli un contributo di 7500 lire al chilometro per settanta anni.
La progettazione del tronco Rieti-Passo Corese fu infine svolta dall'ingegner Amici stesso; questo progetto, tuttavia, scontentò molti comuni della bassa Sabina, che sostenevano che fosse migliore persino il progetto Trivellini, contro il quale si erano battuti in passato. Il comitato ascolano, tuttavia, aveva già trovato una ditta costruttrice e lo fece ugualmente approvare dal consiglio superiore dei lavori pubblici. Nel marzo del 1908 la provincia di Ascoli Piceno ottenne la concessione per costruirla con il massimo sussidio (7800 lire al chilometro) e per una durata di 70 anni.
La ditta che doveva costruire la ferrovia in subconcessione per conto della provincia di Ascoli era la Piret e Laval, con sedi a Parigi e Bruxelles, che il 10 gennaio 1909 firmò un compromesso con la deputazione provinciale di Ascoli. La Piret e Laval, nel frattempo diventata Société Française de Constructiones Mècaniques, d’intesa con la Banque des Pais Autrichiens aveva costituito una società per azioni e nel 1910 comunicò di essere pronta ad iniziare i lavori.
Ma anche questa volta, per inciampi burocratici la ferrovia non si fece: infatti, quando i rappresentanti di Ascoli erano già a Parigi per la firma del contratto definitivo, giunse dall'Italia la notizia che, contrariamente a quanto aveva in precedenza assicurato il ministero delle finanze, anche sullo sconto delle sovvenzioni statali all'estero sarebbe stata applicata l'imposta di ricchezza mobile con un tasso del 4%; questo significava che la ditta avrebbe dovuto rinunciare ad una sovvenzione annuale di 1 880 000 lire per una cifra complessiva di 4 000 000, e per questa ragione i titolari H. Piret e A. Laval bloccarono l'operazione rinunciando alla subconcessione.
Nel 1913, dopo l’approvazione della nuova legge con la quale i sussidi statali a favore delle ferrovie aumentarono da 8 500 a 10 000 lire al chilometro per 50 anni, il comitato ascolano tentò nuovamente di trovare una ditta disposta a costruire la linea. Furono contattate la Tolect Timber Company di Londra e una società di Berlino, ma, a causa dello scoppio della guerra italo-turca le società manifestarono delle rigorose riserve, e lo stesso dibattito pubblico sulla costruzione di nuove ferrovie passò decisamente in secondo piano.

#### La guerra e la relazione ministeriale
La prima guerra mondiale accantonò tutti i progetti, ma diede ulteriore prova della necessità della linea: secondo il Palmegiani, lo stato maggiore dell'Esercito lamentò per i trasporti militari la mancanza di una linea intermedia tra la Roma-Ancona e la Roma-Pescara, tra l'altro entrambe più lunghe.
Prima dell'inizio del conflitto, il Ministero dei lavori pubblici aveva però nominato una commissione presieduta dal direttore generale delle ferrovie dello Stato Raffaele De Cornè, che si costituì nel febbraio 1914, con l'incarico di elaborare un piano regolatore delle ferrovie dell'Italia centrale. Nell'ottobre 1919 la commissione presentò i propri risultati in una relazione, in cui i progetti di nuove ferrovie erano divisi in "direttissime principali di grande traffico" (riservata ai grandi progetti delle nuove Roma-Napoli e Bologna-Firenze), "principali di comune traffico" e "secondarie".
La commissione riconobbe l'utilità e l'importanza della Salaria inserendola tra le linee "principali di comune traffico", e all'interno di esse nel 1º gruppo, ossia tra quelle da realizzarsi direttamente a spese dello Stato perché riconosciute come di interesse nazionale. La motivazione era la seguente:
(Commissione De Cornè)
La relazione la dichiarava, peraltro, «una delle più facili a costruirsi e delle più economiche dell'Italia centrale». La commissione dichiarò il progetto Amici accettabile per l'esecuzione, anche se sottolineò che i raggi di curvatura previsti erano molto stretti.
A seguito della pubblicazione della relazione, il comitato ascolano riprese la sua attività e, dopo aver promosso una riunione tra i rappresentanti delle aree interessate e il progettista della linea Amici, ebbe un incontro ufficiale con il ministro dei lavori pubblici Giuseppe Micheli, il quale assicurò che la Salaria sarebbe stata realizzata non appena fossero giunti i fondi che il suo gabinetto aveva già richiesto al ministero delle Finanze.
Nel dicembre del 1921 ventuno deputati del Lazio, dell'Umbria e delle Marche si riunirono per discutere il modo più rapido per spingere all'approvazione della ferrovia.

#### La rivalità con la Roma-Giulianova

I partecipanti al convegno del 15 giugno 1922 al Teatro Flavio Vespasiano di Rieti

Ma nel 1922, proprio quando la Salaria sembrava destinata alla realizzazione, il progetto si scontrò con l'opposizione del municipio dell'Aquila. Infatti, se fino a quel momento il capoluogo abruzzese si era schierato a favore della Salaria (che gli avrebbe portato un percorso verso Roma notevolmente abbreviato), ora invece iniziò a sostenere il progetto di una trasversale alternativa, che avrebbe attraversato direttamente la città: la Roma-Giulianova.
Questa linea si sarebbe staccata dalla Roma-Sulmona a Carsoli e sarebbe passata per Borgorose, L'Aquila e Teramo, dove si sarebbe ricongiunta con la già esistente linea per Giulianova ed il mare. Veniva presentata come parte di questo tracciato anche la ferrovia L'Aquila-Capitignano, che in realtà era stata costruita, tra il 1920 e il 1922, da una società privata (la SIA - Società per l'Industrializzazione dell'Aterno) e per uno scopo diverso (lo sfruttamento dei giacimenti di torba di Campotosto), ma per la quale esistevano già progetti di prolungamento fino a Teramo.

Il tracciato della Roma-Giulianova (in ') confrontato con quello della Salaria (in '). In ' il raccordo tra Teramo e la ferrovia Salaria e in nero le ferrovie già esistenti.

I due progetti, votati entrambi al collegamento di Roma con l'Adriatico, avrebbero avuto tracciati paralleli separati da una distanza relativamente breve, per cui appariva evidente che la realizzazione dell'uno avrebbe significato l'archiviazione dell'altro.
Per questo, il dibattito tra i sostenitori della Salaria (Rieti, Ascoli) e della ferrovia abruzzese (L'Aquila, Teramo) assunse fin da subito il carattere di uno scontro: entrambe le fazioni sostenevano che il governo dovesse realizzare la propria ferrovia e non l'altra. Ebbe così inizio una lunga ed aspra polemica di sapore campanilistico, che si manifestò con piccati articoli sulle pagine dei giornali locali e nel corso di imponenti convegni, volti a influenzare l'opinione pubblica e quella del governo. I maggiori furono quello tenuto all'Aquila il 28 maggio 1922, che vide una partecipazione di 10 000 persone ed un clima di aperta ostilità verso Rieti ed Ascoli, e quello tenutosi al teatro Flavio Vespasiano di Rieti il 15 giugno 1922, che vide la messa in atto di un'imponente scenografia; oltre ai rappresentanti di enti locali e di associazioni reatine e ascolane, a sostegno della Salaria parteciparono una decina di parlamentari, il sindaco di Roma Giannetto Valli e altri amministratori della provincia capitolina.
La Roma-Giulianova aveva il merito di rimettere il capoluogo L'Aquila al centro dei traffici tra Roma e il mare (dai quali era stata esclusa in seguito all'apertura della Roma-Sulmona), attraversando inoltre l'atavico ostacolo del Gran Sasso che per secoli l'ha isolata da Teramo (per superarlo si dovette aspettare gli anni ottanta, con il traforo stradale della A24).
La ferrovia proposta dagli abruzzesi, però, avrebbe dovuto superare degli ostacoli orografici imponenti e avrebbe avuto pertanto dei costi molto elevati: c'erano da superare infatti tre grandi valichi appenninici, che avrebbero richiesto altrettanti trafori della lunghezza di dieci chilometri ciascuno, tra cui quello del Gran Sasso dove si sarebbero raggiunti quasi i 1200 metri s.l.m.; il costo totale sarebbe stato di 789 milioni di lire. In confronto, la Salaria avrebbe previsto un solo valico (il passo della Torrita, a quota 1000 m) e sarebbe costata 212 milioni.

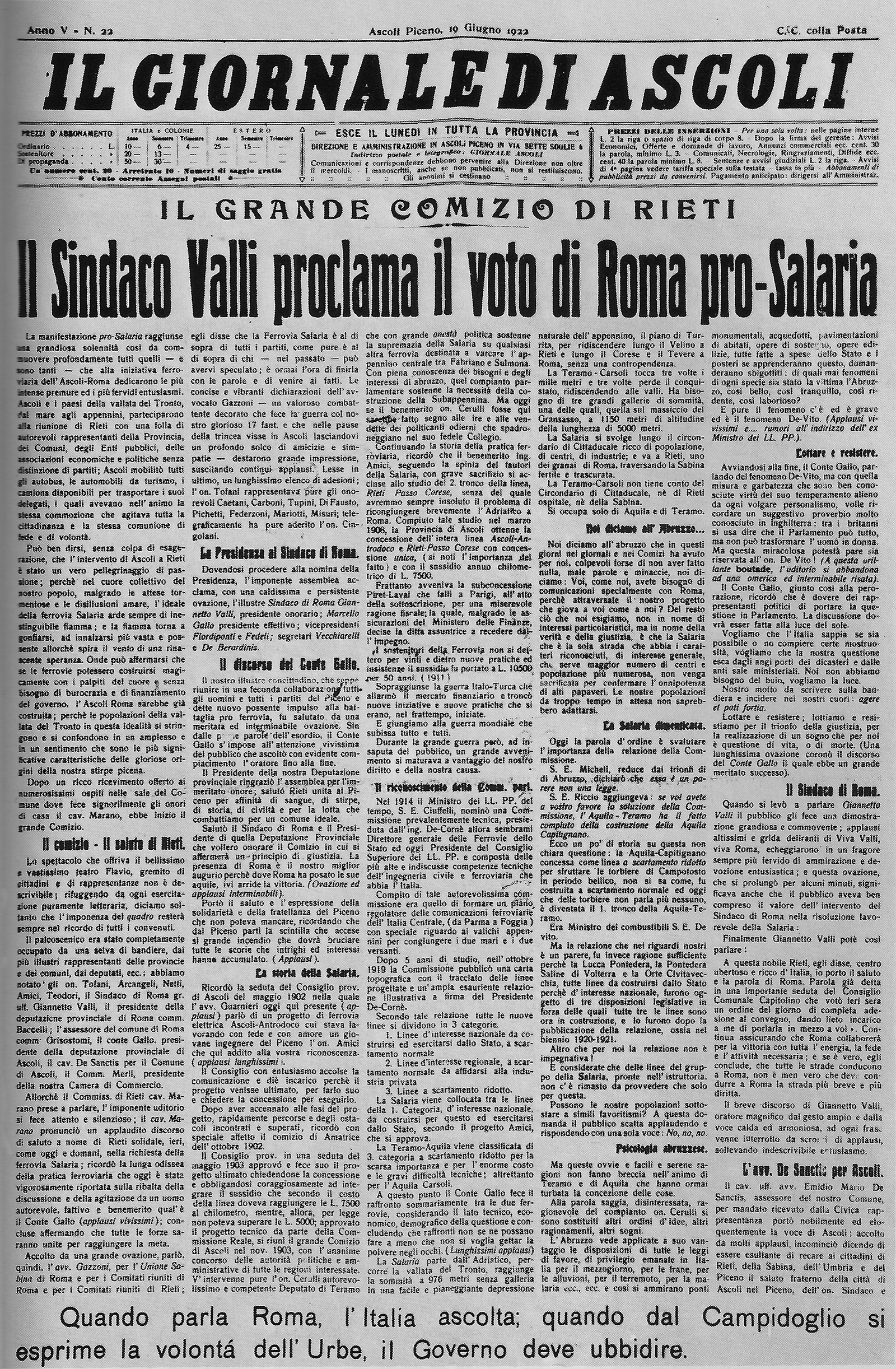
La prima pagina del Giornale di Ascoli del 19 giugno 1922 dedicata al convegno di Rieti del 15 giugno

Altro svantaggio della Roma-Giulianova era quello di attraversare zone montane e scarsamente popolate: avrebbe servito 202 415 abitanti, interessando tredici mandamenti in due province, mentre la Salaria avrebbe servito 494 682 abitanti, interessando trenta mandamenti in sei province.

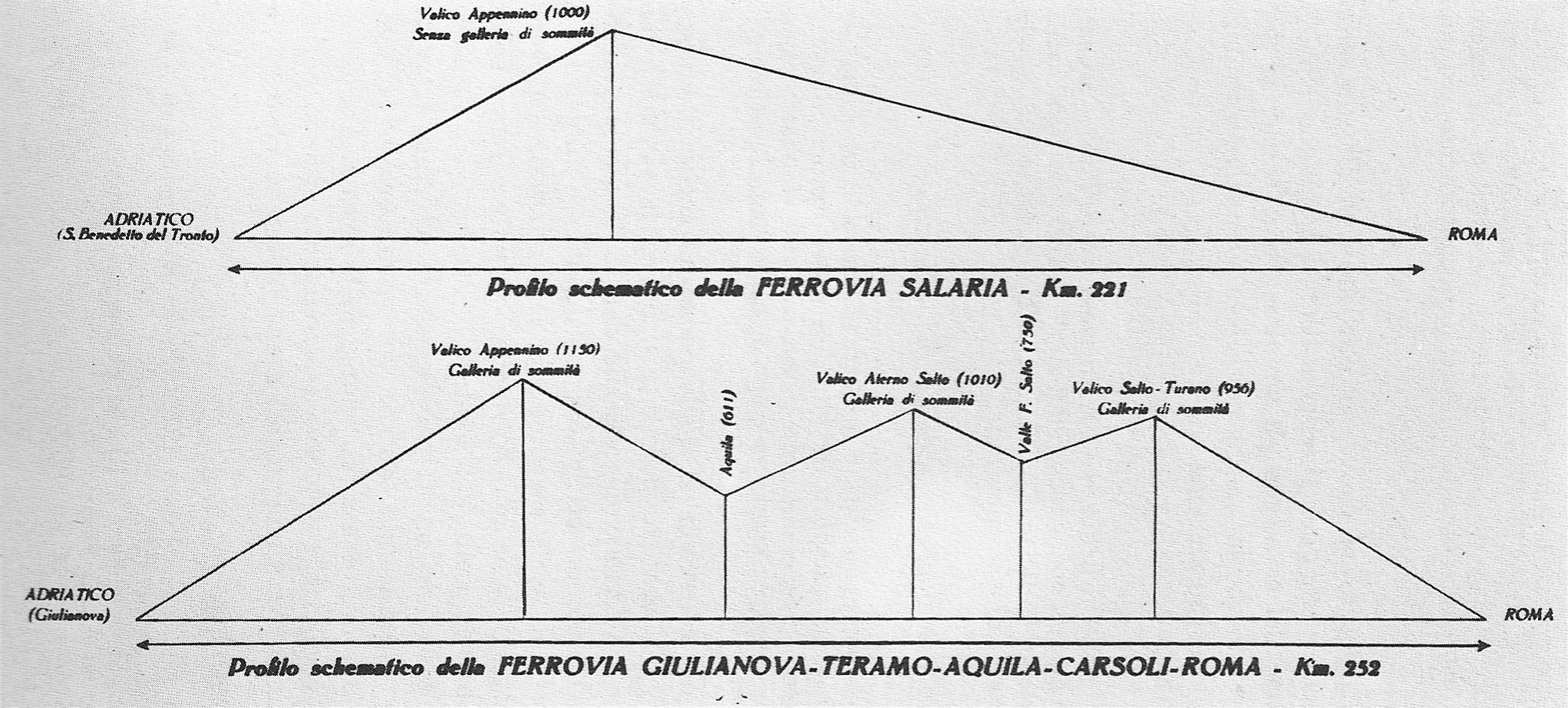
Confronto altimetrico tra la Salaria e la Roma-Giulianova

Proprio per queste ragioni, la stessa commissione governativa De Cornè che aveva steso il piano regolatore del 1919, aveva sonoramente bocciato la Roma-Giulianova: nella relazione si legge che sulla tratta Capitignano-Teramo «data la limitata importanza della ferrovia, pochi sono i casi in cui, come questi, sia consigliabile l'adozione del binario ridotto dato che lo scartamento normale richiederebbe lunghe gallerie e importantissime opere d'arte» e sulla tratta Carsoli-L'Aquila «non si ammette nemmeno una ferrovia a scartamento ridotto, per la nessuna importanza e per le difficoltà di costruzione, dovendo superarsi due valichi importanti».
Sulla scorta del parere della commissione, i sostenitori della Salaria asserivano che la loro ferrovia sarebbe stata più utile e di più facile realizzazione; da essa L'Aquila avrebbe ottenuto un percorso verso Roma accorciato di 70 km e, allo scopo di servire anche Teramo, fu fatto eseguire il progetto per una ferrovia di pochi chilometri che raccordasse la città abruzzese alla Ascoli Piceno-San Benedetto del Tronto, dalla quale anche Teramo otteneva un notevole accorciamento delle distanze. Tuttavia il tentativo di convincere gli amministratori abruzzesi a convergere sulla richiesta comune della Salaria fu vano; anzi rappresentanti politici e personalità abruzzesi iniziarono a fare forti pressioni sul ministro Micheli.
Nonostante l'impegno che precedentemente aveva preso a favore della Salaria, in seguito alle continue sollecitazioni, il ministro cambiò idea e si schierò a favore della Roma-Giulianova, sostenendo che la relazione De Cornè dovesse essere considerata uno strumento consultivo e non vincolante, suscitando vive proteste da parte dei sostenitori della Salaria. Tuttavia di lì a breve la presa del potere da parte del fascismo cambiò le carte in tavola.

#### L'epoca fascista

Mussolini in visita a Rieti nel luglio 1924

Di fronte alle discordie localistiche generate da questo dibattito, il neonato governo fascista sottopose la relazione ministeriale del 1919 ad un riesame, in seguito al quale il ministero dei lavori pubblici riconobbe l'utilità dell'intera Salaria e soprattutto sottolineò la particolare importanza economica del tratto Rieti-Passo Corese.
Nel frattempo la propaganda su ambo i fronti continuava ad imperversare: i personaggi più in vista di entrambi gli schieramenti tentavano di intercedere presso Mussolini o altri gerarchi fascisti, nel tentativo di guadagnare il loro favore, inviando lettere e pubblicazioni promozionali.
In seguito al riesame, il podestà di Rieti Alberto Mario Marcucci presentò richiesta di concessione per la costruzione e l'esercizio della Rieti-Passo Corese. Gli amministratori reatini potevano sperare di ottenerla perché lo stesso Mussolini, nel corso di una visita in Sabina del 1923, si era stupito del fatto che questa zona fosse l'unica del Lazio a non disporre ancora di un rapido collegamento con la capitale; in un'altra visita dell'ottobre 1924 dichiarò che la realizzazione della ferrovia godeva del suo personale interessamento.
Un altro elemento a favore della ferrovia era la nascita della Supertessile, una grande fabbrica chimico-tessile che, insieme allo Zuccherificio, rendeva Rieti uno dei maggiori centri industriali del Lazio. Proprietario dello stabilimento era il barone Alberto Fassini, un industriale che era in buoni rapporti con Mussolini e che più volte si prestò ad intercedere presso di lui per l'ottenimento della ferrovia.
La costruzione della ferrovia per Roma aveva inoltre il compito di attuare e tradurre sul piano materiale i cambiamenti amministrativi a cui Rieti andò incontro in quegli anni: nel 1923, infatti, il circondario di Rieti passò dall'Umbria al Lazio venendo integrato nella provincia di Roma, senza che però esistessero efficaci collegamenti con essa, e nel 1927 venne eletta a capoluogo di provincia riunendo nelle sue mani l'intera Sabina; la ferrovia doveva avere anche il compito di unire territori della neonata provincia fino ad allora separati da tempo immemore (la pontificia delegazione apostolica di Rieti e il borbonico distretto di Cittaducale), da sud-ovest a nord-est.

Mussolini parla dal municipio di Rieti (luglio 1924)

Il 21 luglio 1925 il consiglio dei ministri esaminò i programmi di nuove costruzioni ferroviarie; in vista della riunione il municipio di Rieti aumentò la sua azione di sostegno al progetto, e il podestà Marcucci tentò anche di far recapitare una lettera nell'abitazione privata di Mussolini, per mezzo del barone Fassini; tuttavia l'attività non ebbe i risultati sperati e, nella seduta, l'inserimento della Rieti-Passo Corese venne rinviato per ragioni di carattere finanziario.
Nonostante ciò le sollecitazioni al governo non cessarono e finalmente, nel giugno del 1926, il ministro dell'interno Luigi Federzoni annunciò l'imminente realizzazione del tronco Rieti-Fara Sabina, nel corso di un discorso al Teatro Flavio Vespasiano:
Lo stesso anno, in una lettera, il ministro dei Lavori Pubblici Giovanni Giuriati lo definì un problema «annoso» e prometteva il suo vivo interessamento. Nel 1928 il ministero dei lavori pubblici istituì un ufficio studi e costruzioni ferroviarie con sede a Rieti, che fu incaricato di realizzare un progetto definitivo e fu autorizzato dal prefetto di Rieti ad accedere a tutte le proprietà private per eseguire i rilievi necessari. Era diretto dall'ingegnere Luigi Ferretti e a capo c'era l'ingegner De Baruffaldi. Nel 1931 la commissione Cozza confermò la linea nel piano regolatore delle ferrovie. Nel 1932 il Palmegiani riporta che il progetto era quasi completo e risulta che il tracciato fosse già stato picchettato.
Ma in quello stesso anno, improvvisamente, l'ufficio incaricato venne soppresso e la realizzazione del progetto fu bruscamente interrotta. L'avvenimento fu fatto passare sotto silenzio e in via ufficiale non venne fornita alcuna spiegazione, se non quella della difficile situazione delle finanze statali e della necessità di economie e sacrifici.
La lotta di campanile si concluse quindi con una sconfitta per entrambi i fronti: la Sabina e il Piceno, anche nel corso del ventennio fascista, non ebbero la Salaria, mentre in Abruzzo la ferrovia L'Aquila-Capitignano non solo non fu prolungata per Teramo e per Carsoli, ma data la scarsezza del traffico viaggiatori e l'esaurimento dei giacimenti di Campotosto, nel 1935 fu chiusa e mai più riattivata.

### La lunga stasi (dal dopoguerra agli anni Ottanta)

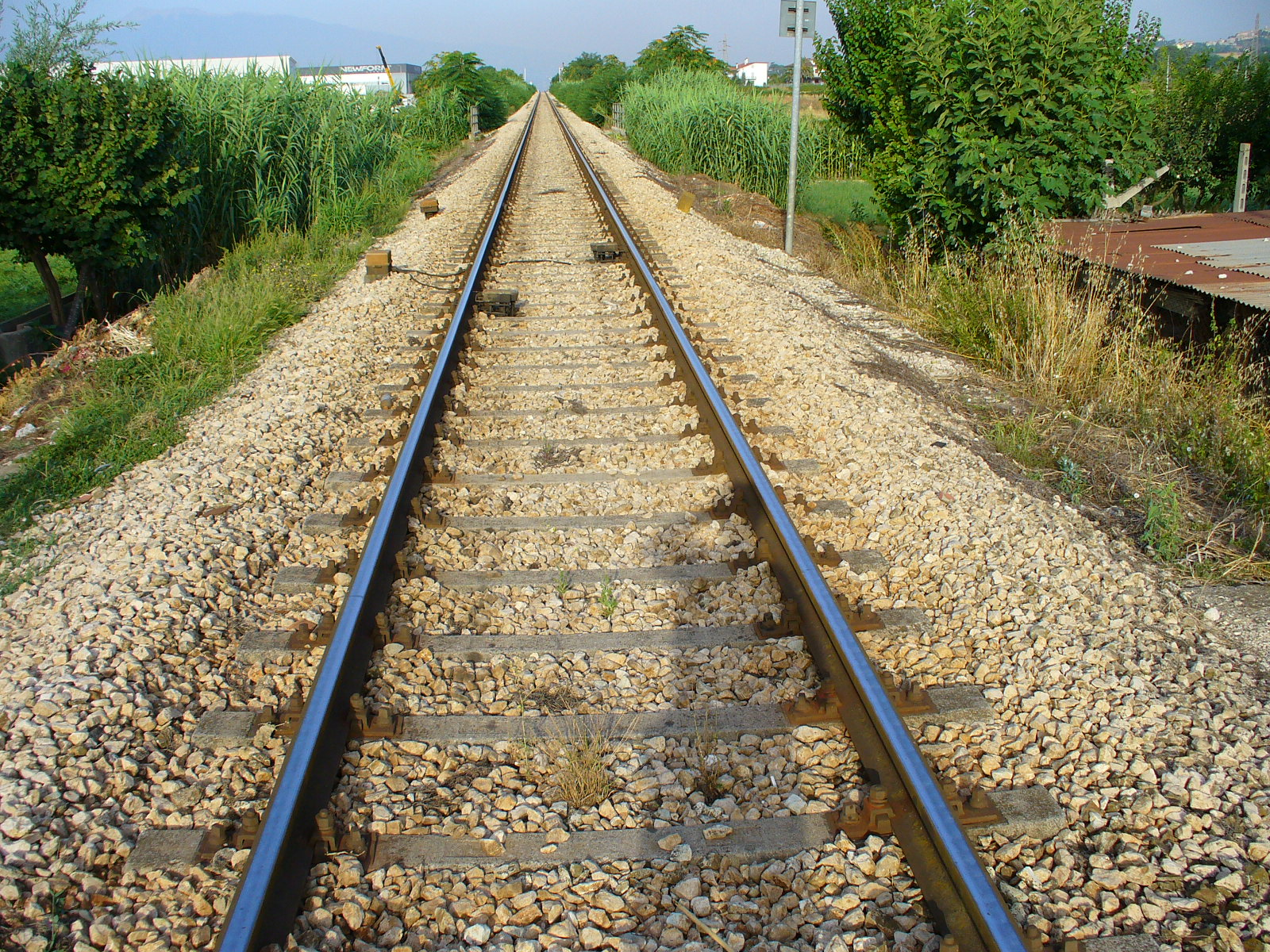
La ferrovia Ascoli Piceno-San Benedetto del Tronto

Nel 1943 fu nominata una commissione interministeriale presieduta da Pio Calletti, allo scopo di studiare un nuovo piano regolatore stradale e ferroviario; in questa occasione la costruzione della Salaria fu sostenuta in particolare dalla Camera di Commercio di Rieti e dal suo presidente Pietro Colarieti, ma il piano regolatore non vide la luce per la successiva caduta del fascismo.
Conclusa l'epoca fascista, anche nel secondo dopoguerra si tornò a parlare della costruzione della ferrovia, che continuava ad essere una necessità delle popolazioni locali.
Il 17 marzo 1948 le provincie di Roma, Rieti ed Ascoli organizzano a Rieti un convegno per sollecitare la realizzazione della Salaria. Al convegno parteciparono rappresentanti dei comuni, delle province, delle camere di commercio, di Confindustria e degli enti provinciali del turismo, i quali sottolinearono in particolare la necessità della Salaria per favorire una ripresa dell'occupazione. In quei decenni, infatti, la forte disoccupazione provocò un imponente spopolamento in tutte le zone rurali della Sabina e del Piceno, che in alcuni comuni raggiunse e superò la disastrosa soglia del 50% dei residenti.
Nel frattempo si era di nuovo costituita una commissione governativa, allo scopo di portare a compimento il piano regolatore che era allo studio prima dell'armistizio. In vista della decisione, la camera di commercio reatina e il presidente Colarieti organizzarono un nuovo incontro pro-ferrovia nell'aprile del 1950.
La commissione concluse il piano regolatore nel 1953 e confermò la necessità di costruire la linea, inserendo la Rieti-Fara Sabina in prima categoria (costruzione «urgente e inderogabile»,) e la Ascoli Piceno-Antrodoco in seconda mentre bocciò nuovamente la Teramo-L'Aquila-Carsoli perché quest'ultima avrebbe richiesto la costruzione di lunghi trafori e perché gli stessi territori sarebbero stati serviti anche dalla Salaria, che aveva dalla sua il vantaggio di confluire su una linea a doppio binario come la Roma-Orte. Tuttavia l'attuazione del piano regolatore venne continuamente rimandata, e comunque ad esso non seguirono fatti concreti.
Delle speranze per il finanziamento della linea arrivarono nel 1956 con il "Piano Vanoni" per lo sviluppo dell'economia, dove il ministro dei lavori pubblici Romita fece inserire una spesa aggiuntiva di 700 miliardi per le costruzioni ferroviarie; tuttavia le misure contenute nel piano non trovarono mai una loro attuazione.
Si interessò alla costruzione della linea anche il gruppo privato Sogene, che richiese la concessione per la Rieti-Passo Corese utilizzando la soluzione del pagamento differito; tuttavia la domanda rimase inevasa e la ferrovia non fu costruita.
Negli anni Sessanta e Settanta la politica di smantellamento delle linee ferroviarie locali e il boom del trasporto privato resero più difficili i tentativi di costruzione della ferrovia, e anzi i rappresentanti locali dovettero ergersi a difesa delle linee Terni-L'Aquila, Ascoli Piceno-San Benedetto del Tronto e Teramo-Giulianova, che rischiarono esse stesse la soppressione.
Nonostante ciò, il collegamento ferroviario tra Rieti e Roma rimase un tema centrale della politica reatina, e in particolare è stato un cavallo di battaglia del PSI locale. Anche le associazioni civili continuarono a chiederne la costruzione, come la camera di commercio reatina che nel 1976 fece realizzare uno studio di massima per una ferrovia Rieti-Poggio Mirteto.
Il dibattito si riaprì nel 1982, quando FS e Ministero dei Trasporti inserirono la Roma-Rieti nel piano poliennale di sviluppo della rete ferroviaria nazionale.
In seguito a questo riconoscimento, la necessità della linea fu ribadita in particolare dal sindaco di Rieti, Augusto Giovannelli, il quale nel 1986 organizzò un convegno nazionale di studi sulla storia delle ferrovie per ripercorrere e far conoscere la storia della Salaria. Nello stesso periodo gli amministratori dell'Aquila, come Tullio De Rubeis, abbandonarono l'ambizione di una linea diretta e in più occasioni tornarono a sostenere la Rieti-Roma a fianco della Sabina: ad esempio nel 1983, per il centenario della Terni-L'Aquila, e nel convegno del 1986.

### Il ritorno tra le priorità della Rieti-Roma (2002-oggi)
Al convegno del 1986 era presente anche il deputato reatino Guglielmo Rositani il quale, sulla scia del ritorno delle grandi opere nell'agenda politica nazionale, decise di sostenere la costruzione della ferrovia Salaria, a favore della quale stavano già lavorando alla regione Lazio vari esponenti del PDS. Nel 1989 Rositani iniziò ad avere contatti con le Ferrovie dello Stato e nel 1992 presentò un disegno di legge per la costruzione della Roma-Ascoli, che raccolse le firme di altri venticinque deputati laziali, marchigiani e abruzzesi; nel 1993 ad Ascoli comune e provincia organizzarono una manifestazione in supporto all'iniziativa. Dal 1994 al 2001 vari deputati e senatori presentarono nuovamente il disegno di legge, o comunque proposte simili: Rositani, Scaltritti, Conti, Bonatesta-Magnalbò.
Nel 1994, in occasione della "festa nazionale del Secolo" tenuta da AN a Rieti, Rositani riunì in un dibattito Publio Fiori, ministro dei trasporti del primo governo Berlusconi, e Lorenzo Necci, amministratore delegato di FS. Il ministro Fiori si impegnò per la realizzazione della Rieti-Passo Corese e finanziò uno studio di fattibilità; gli studi sui flussi di traffico indicarono che l'esercizio ferroviario avrebbe consentito degli attivi di gestione, mentre la ristrutturazione della rete stradale - all'epoca quasi satura - avrebbe avuto costi maggiori. Nel 2000 venne effettuato uno studio di fattibilità anche per il tratto Antrodoco-Ascoli. Durante la campagna elettorale per le elezioni alla regione Lazio del 2000, che avrebbe visto vincitore Francesco Storace, l'allora candidato sottoscrisse un patto con la provincia di Rieti per la realizzazione della ferrovia Roma-Rieti-Ascoli.
Con l'elezione della giunta Storace e del secondo governo Berlusconi il primo tronco della ferrovia si avvicina concretamente alla realizzazione. Dopo una riunione tra la regione e gli enti locali ascolani e reatini (giugno 2000), il CIPE inserisce la ferrovia Passo Corese-Rieti nel Programma Infrastrutture Strategiche, con un costo previsto di 335,7 milioni di euro (delibera n. 121 del dicembre 2001) e la regione Lazio la inserisce tra le "infrastrutture di preminente interesse nazionale" (intesa con il governo del marzo 2002); nonostante le richieste degli ascolani, non viene fatto altrettanto per il tratto Antrodoco-Ascoli. L'accordo (congiuntamente con quello per il raddoppio della strada statale) fu annunciato il 15 marzo 2002 dal ministro Pietro Lunardi in persona, in una scenografica conferenza stampa tenuta a Rieti in un cinema Moderno stracolmo, e fu accolto addirittura da festeggiamenti di piazza accompagnati da un concerto dei Cugini di Campagna.
Nel settembre 2002 l'opera viene compresa tra quelle disciplinate dalla legge obiettivo. A novembre la Italferr viene incaricata di realizzare il progetto preliminare; quasi contemporaneamente l'assessore regionale ai trasporti Francesco Aracri affidò all'Università Roma Tre lo studio di un secondo progetto.
Quello della Italferr viene ultimato nel maggio 2003 e presentato il 12 maggio dai parlamentari Guglielmo Rositani e Angelo Maria Cicolani in una conferenza stampa all'Hotel Quattro Stagioni di Rieti, insieme a responsabili di RFI e Italferr. Il 9 giugno, presso il municipio di Rieti, viene presentato da Gabriele Bariletti il progetto dell'Università Roma Tre; nella stessa occasione il comune di Ascoli Piceno presenta uno studio per la prosecuzione della linea fino ad Ascoli.
Il progetto dell'Università romana era meno costoso, meno impattante e con più stazioni intermedie rispetto a quello della Italferr; fu apprezzato in particolare dai comuni della comunità montana del Turano (che nell'altro progetto lamentavano l'assenza di stazioni nel loro territorio). Tuttavia il centrodestra reatino screditò il progetto meno costoso (specialmente Rositani, che lo definì un «progetto da studentelli», e il sindaco di Rieti Emili, che ritenne più opportuno fare muro intorno al progetto "ufficiale" per non ripetere gli errori del passato ed intralciare la realizzazione dell'opera); in vista della decisione finale il presidente Storace sostituì l'assessore Aracri (committente del progetto Roma Tre) con Giulio Gargano, il quale si schierò a favore del progetto Italferr.
Concluse le conferenze di servizi, il 19 dicembre 2003 il CIPE approva il progetto preliminare con delibera n. 124, dove si riporta aprile 2013 come fine prevista dei lavori, un costo lievitato a 792,2 milioni di euro e un finanziamento disponibile di soli 1,34 milioni. L'assenza di fondi, denunciata dal centro-sinistra, fu giustificata da Rositani e Cicolani sostenendo che sarebbero arrivati con la successiva legge finanziaria; nel giugno 2004 lo stesso ministro dei trasporti Lunardi venne a Rieti per dare rassicurazioni, promettendo la pubblicazione del bando di gara entro il 2005. Ma la promessa non fu rispettata, e nell'ottobre 2004 la ferrovia fu esclusa dagli 11 progetti che il CIPE decide di finanziare.
A parte l'inserimento nel DPEF di una previsione di spesa, si riuscì ad ottenere solo un finanziamento di cinque milioni, che servì ad avviare la progettazione definitiva per il primo stralcio funzionale Passo Corese-Osteria Nuova (affidata nel marzo 2005 alla Italferr) e ad eseguire perforazioni e rilievi geologici sui terreni attraversati; il progetto definitivo fu completato a novembre del 2005.

#### L'opposizione degli ambientalisti

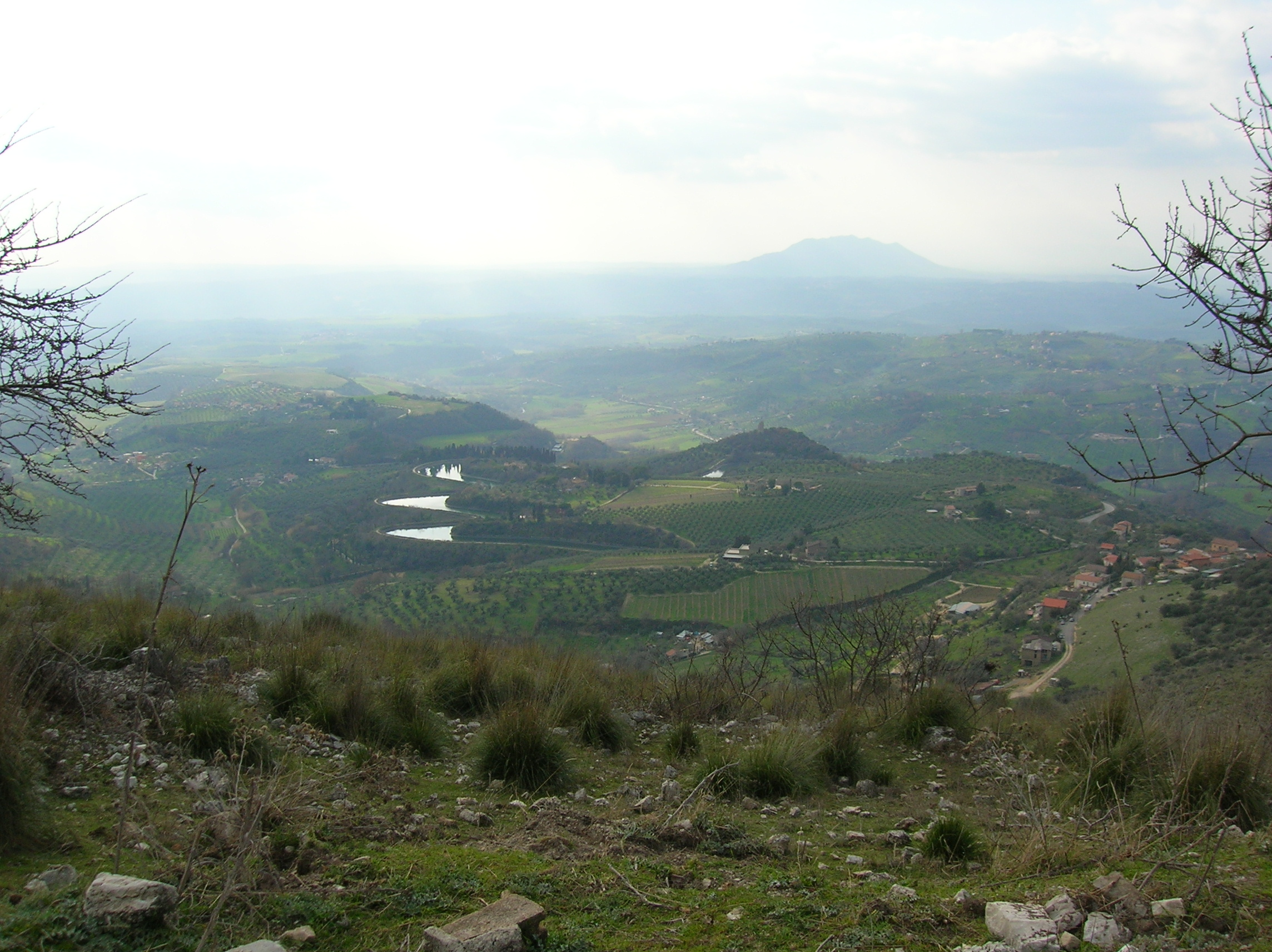
Le colline di Fara Sabina, che secondo il comitato verrebbero danneggiate dalla ferrovia

Ma proprio a questo punto nasce a Fara Sabina una forte opposizione all'apertura dei cantieri: tra i residenti e i proprietari della zona si costituisce infatti il "Comitato Nuovo Tracciato" il quale, pur dichiarandosi favorevole alla realizzazione dell'opera e reputandola necessaria, si oppone al tracciato scelto dalla Italferr, sostenendo che apporterebbe gravi danni al territorio: gli alti viadotti modificherebbero sensibilmente il panorama collinare, le gallerie causerebbero dissesto idrogeologico e prosciugamento delle sorgenti, inoltre attraverserebbe un'area archeologica e numerosi uliveti, danneggiando eccessivamente l'agricoltura e i privati. Il comitato sostiene che il tracciato non sia utile né alla Sabina (per l'assenza di stazioni intermedie, impossibili da aggiungere anche in futuro) né a Rieti (perché lento e a binario singolo, interdetto al traffico merci, con troppe opere d'arte che - a suo parere - provocherebbero difficoltà tecniche ed economiche tali da destinare l'opera «a non raggiungere mai il capoluogo»); per il comitato, quel tracciato è utile solo a favorire una lucrosa speculazione edilizia nella zona di Osteria Nuova, a vantaggio degli interessi affaristici dei costruttori edilizi, e trasformerebbe la Sabina in una periferia romana. In assenza di una completa riprogettazione, il comitato sostiene che l'opera vada ostacolata.
In breve tempo l'associazione ottiene visibilità e sostegno anche fuori dalla Sabina, mentre a livello provinciale l'opposizione al progetto incontra l'appoggio di Verdi, Radicali e Rifondazione comunista, del prof. Bariletti (autore del progetto alternativo dell'Università Roma Tre) e della giunta comunale di centro-sinistra guidata da Tersilio Leggio che, ferma restando la validità strategica del collegamento, definì il progetto «uno scempio per il territorio di Fara Sabina» e dichiarò di volerne bloccare la realizzazione. Comune e comitato intervennero depositando, nel corso di pochi mesi, ben quattro ricorsi al TAR.
Il centro-destra provinciale si schierò nettamente contro il comitato, nel quale vedeva il tentativo di boicottare la realizzazione di un'opera fondamentale, e per questo minacciò di bloccare la stazione di Passo Corese, «così a Roma in treno non ci andranno nemmeno loro»; inoltre accusò il sindaco di Fara Sabina di aver agito con colpevole ritardo (dato che il progetto era noto da tre anni) e di cavalcare la vicenda per fini elettorali. In sostegno della prosecuzione dell'opera nacque inoltre un comitato dei pendolari di Rieti, il quale sostenne che «100 persone di Fara Sabina non possono condizionare lo sviluppo di un intero territorio». Invece il centro-sinistra al governo di provincia e regione (giunte Melilli e Marrazzo) fece sua una buona parte delle critiche e sostenne che i progettisti dovessero ascoltare il parere del comitato.
Regione e Provincia, tuttavia, non si opposero apertamente alla realizzazione del progetto e nelle conferenze di servizi tenute a febbraio/marzo del 2006 espressero parere favorevole, pur manifestando alcune riserve relative all'eccessivo impatto ambientale, al binario singolo considerato antiquato e insicuro, e alla necessità di proseguire fino a Rieti e Ascoli. In tale sede il progetto definitivo fu quindi approvato, con l'unico parere negativo dal sindaco di Fara Sabina (che continuò a sostenere una riprogettazione totale dell'opera); una netta riduzione dell'impatto ambientale tuttavia non fu possibile, dato che ormai il tracciato non poteva essere spostato a più di 150 metri da dove era previsto.

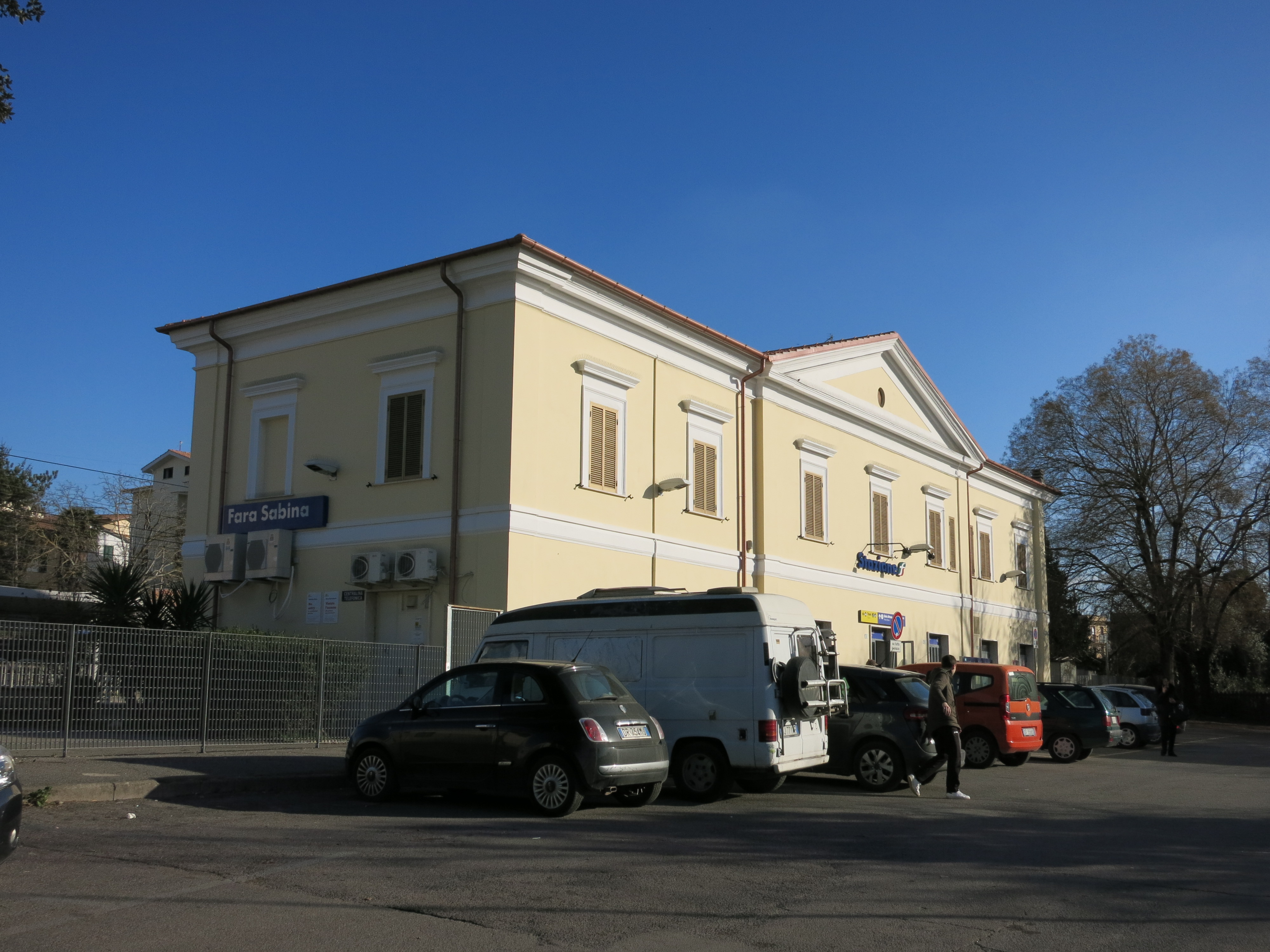
La stazione di Fara Sabina

Tutto il centro-sinistra, comunque, smise di considerare la ferrovia come una priorità e iniziò invece a lavorare su due progetti alternativi per migliorare i collegamenti tra Rieti e Roma: l'istituzione di treni diretti a Roma usando la già esistente ferrovia Rieti-Terni e il raddoppio della Strada statale 4 tra Rieti e Roma. Questi interventi, criticati dal centro-destra e dai pendolari, erano stati precedentemente caldeggiati dal comitato e dal comune di Fara Sabina, e nelle intenzioni avrebbero avuto minor costo e impatto ambientale rispetto alla ferrovia diretta; tuttavia negli anni successivi entrambi hanno incontrato grosse difficoltà (in particolare, sul raddoppio della statale il costo è risultato quasi il doppio della ferrovia e si è riproposta la contrarietà dei comuni della bassa Sabina per via dell'impatto ambientale).
Dopo una modifica dell'ultimo minuto ad una piccola parte del tracciato, per evitare la zona archeologica di Fara Sabina, il 29 marzo 2006 il CIPE approva il progetto definitivo di questo primo tratto con delibera n. 105, quantifica il costo in 350 milioni di euro e assegna un contributo di 90 milioni per la realizzazione degli interventi prioritari, che dovevano servire all'esproprio e alla recinzione dei terreni, alla predisposizione del piazzale della stazione di Fara, alla realizzazione delle opere civili nei primi 6 km e all'esecuzione della progettazione definitiva per il tratto Osteria Nuova-Rieti.
L'esiguità del finanziamento fu fortemente criticata dal centro-sinistra, in particolare dal presidente Marrazzo (secondo il quale si sarebbe trattato solo di uno spot elettorale in vista delle vicine elezioni politiche), e dal presidente della provincia Melilli (secondo il quale «dovremo impiegare almeno un decennio a farci finanziare dal Governo gli altri 600 milioni di euro e passa che mancano»); il ministro dei Trasporti Lunardi replicò che «le grandi opere vengono finanziate per tronconi in base allo stato dei lavori» e rassicurò sostenendo che il cantiere sarà finanziato anno per anno.
Nonostante ciò, nel corso dei mesi successivi, le associazioni ambientaliste e il centro-sinistra proposero ripetutamente di spendere i 90 milioni per un'altra opera, come il raddoppio della strada statale o il ripristino della ferrovia Orte-Civitavecchia. Queste iniziative furono giustificate dai proponenti sostenendo che il finanziamento non fosse sufficiente per far partire i lavori (circostanza smentita a luglio dal neo-ministro alle infrastrutture Antonio Di Pietro), e furono duramente criticate dai pendolari, dal centrodestra e dai sindacati CISL, UIL e CGIL.

#### La rimozione dalle priorità
Con il nuovo governo Prodi, il neo-ministro Antonio Di Pietro decise di compilare un elenco delle infrastrutture prioritarie. Fin da subito i sindacati fecero pressioni su provincia e regione perché la ferrovia fosse compresa tra di esse, e - in occasione di un patto tra i sindacati e la provincia - CGIL, CISL e UIL chiesero e ottennero un impegno formale a favore della ferrovia.
Nonostante ciò il 26 settembre 2006, all'incontro con Di Pietro, il presidente della regione Marrazzo e il presidente della provincia Melilli fecero rimuovere la ferrovia Rieti-Fara Sabina dalle priorità di Regione e Governo, inserendovi invece il raddoppio della strada statale Salaria (opera per la quale non esisteva ancora un progetto e che richiedeva il reperimento di più fondi rispetto al primo tronco della ferrovia). La notizia fu duramente criticata non solo dal centro-destra (che vedeva vanificato il lavoro svolto dal governo Berlusconi in favore di un progetto più costoso e incerto) ma anche da tutti i sindacati (che vedevano tradito il patto firmato pochi giorni prima) e da parti del centro-sinistra, che minacciarono di uscire dalla maggioranza al consiglio provinciale.
Questa scelta, ufficializzata in un protocollo d'intesa il successivo novembre, causò il definitivo impaludamento del progetto, che da allora non ha subito ulteriori avanzamenti. Al suo arenamento contribuì in qualche modo anche la nomina di Mauro Moretti ad amministratore delegato delle FS, il quale nel 2008 dichiarò che, affinché la Rieti-Roma potesse diventare realtà, occorreva «immaginare un piano di sviluppo urbanistico nuovo nell'asse tra Roma e Rieti» per «raggiungere quella massa di viaggiatori che rende una linea economicamente valida».
A detta del centro-sinistra il progetto approvato dal CIPE doveva essere «considerato superato» e ora si poteva «lavorare senza fretta e pressioni per modificare drasticamente il tracciato attualmente previsto». Ad ottobre del 2006 Marrazzo dichiarò di voler istituire una commissione per rivedere il progetto e per decidere la destinazione dei 90 milioni, che tuttavia non fu mai formata. Nel 2009 anche il centro-destra ammise la necessità di rivedere il progetto per ridurre l'impatto ambientale, e il senatore Cicolani annunciò che l'intero tratto Passo Corese-Osteria Nuova avrebbe avuto un percorso sotterraneo. L'interramento è previsto anche dal piano dei trasporti della provincia, tuttavia non hanno mai avuto luogo né la revisione del progetto, né il reperimento dei maggiori fondi prevedibilmente necessari.
L'opera tornò alla ribalta nel giugno del 2009, prima delle elezioni provinciali, quando il ministro Matteoli venne in Sabina per dare delle rassicurazioni sul finanziamento della ferrovia; a novembre, prima delle elezioni regionali che videro vincitrice Renata Polverini, il ministro dichiarò che il governo aveva stanziato 350 milioni e che si era deciso di aumentarli a 420. In realtà, come denunciato dai Radicali, non ci fu alcun incremento del finanziamento. Al contrario, i fondi esistenti vennero addirittura revocati: con l'aggiornamento 2009 del Contratto di Programma, infatti, i 90 milioni stanziati nel 2006 furono dirottati al quadruplicamento della ferrovia Rho-Gallarate, in vista dell'Expo Milano 2015, in quanto il finanziamento risultava «insufficiente a coprire la realizzazione di fasi significative». La rimodulazione fu operata da RFI e approvata dal governo Berlusconi l'anno successivo, facendo sì che il finanziamento della ferrovia dovesse ripartire da zero.
Per una serie di fattori (la caduta del governo di centro-destra, l'adozione di politiche di austerità in conseguenza della crisi economica globale, la morte di Cicolani e il ritiro dalla politica di Rositani), negli anni seguenti il dibattito sull'opera si fermò del tutto. Nel 2011 il progetto fu reinserito tra le priorità dalla giunta Polverini ma nel 2014 venne nuovamente rimosso dalla giunta Zingaretti «per la complessità di realizzazione e la difficoltà nel reperire i necessari finanziamenti nei tempi previsti». Assunsero posizioni scettiche sul suo effettivo compimento anche i municipi di Rieti (giunta Petrangeli) e di Ascoli (giunta Castelli, che nel 2014 rifiutò di includere il tracciato della ferrovia nel piano regolatore).

#### Il collegamento Rieti-Terni-Roma
Nonostante l'assenza di una ferrovia diretta, dal 1959 al 1987 Rieti e L'Aquila avevano beneficiato di un collegamento diretto con Roma: si trattava del direttissimo Freccia del Gran Sasso, una coppia di treni che percorrevano la linea lenta Roma-Orte e la Terni-L'Aquila, che coprivano il percorso fino a Rieti in due ore e fino all'Aquila in tre ore e mezza; l'apertura dell'autostrada Roma-L'Aquila e l'aumento dei tempi di percorrenza (arrivati quasi a cinque ore in seguito all'aggiunta di altre fermate) provocarono un netto calo dell'utenza e la soppressione del servizio.
Nel 2006, durante il dibattito sulla Rieti-Passo Corese, gli oppositori del progetto Italferr (per primi il comitato di Fara Sabina e il prof. Bariletti) chiesero che il collegamento Rieti-Roma fosse realizzato utilizzando la ferrovia esistente (passando per Terni, come faceva la Freccia del Gran Sasso) piuttosto che con la costruzione della ferrovia diretta, allo scopo di evitare il danno ambientale e risparmiare la spesa.
Questa possibilità fu fortemente criticata dai pendolari, dai sindacati e dal centro-destra, che vi vedeva il tentativo di «abbattere la Rieti-Passo Corese». L'idea però ricevette l'appoggio delle giunte provinciali e regionali di centro-sinistra (Melilli e Marrazzo), che esclusero la Rieti-Passo Corese dalle priorità infrastrutturali e già nella primavera del 2006 studiarono insieme alle FS la possibilità di istituire collegamenti non-stop via Terni.
Secondo la provincia di Rieti l'acquisto di treni più veloci, da far passare sulla direttissima Orte-Roma, avrebbe permesso tempi di percorrenza di 1 ora e 15 (un tempo poco più alto rispetto alla linea ferroviaria diretta, vista anche la bassa velocità permessa dal progetto Italferr), in cambio di un costo molto minore. I detrattori denunciavano invece che, allo stato attuale delle cose, il tempo di percorrenza via Terni fosse il doppio rispetto a quello della ferrovia diretta.
Ad ogni modo il progetto si è rivelato di attuazione più difficile del previsto per varie ragioni: la saturazione della linea direttissima, che nell'ora di punta non dispone di tracce libere (occupate dai treni dell'alta velocità e dai regionali diretti in Umbria); la mancanza di treni veloci (che devono essere necessariamente acquistati per rendere attrattivi i tempi di percorrenza su un percorso lungo 134 km, ben 54 in più della linea diretta); e infine la linea Rieti-Terni, che è piuttosto tortuosa (con pendenze anche del 30 per mille), non elettrificata e con limitazioni nella sagoma e nel carico assiale consentito. Per queste ragioni, nonostante la provincia lo ritenesse un obiettivo di breve termine, anche su questo progetto meno ambizioso si è ottenuto poco e con tempi lunghi.
Un primo passo venne compiuto dalla regione nell'autunno del 2006, quando l'orario dei treni Rieti-Terni fu modificato per essere in coincidenza con i treni Terni-Roma, ma la soluzione con cambio ebbe poco successo tra i pendolari. Il primo risultato concreto fu ottenuto nel dicembre del 2008, quando venne istituito un treno diretto da Rieti a Roma Tiburtina, che in mancanza di materiale più veloce è effettuato con una tripla di littorine ALn 776 di FCU con una percorrenza di 1 ora e 40. A causa dell'orario poco adatto (arrivo alle 9:35) e dell'assenza di corse di ritorno alla sera, il treno è stato poco utilizzato fino al suo recente spostamento ad un orario più utile per i pendolari (arrivo alle 7:54). Inoltre si è dovuto attendere sette anni per ottenere l'istituzione di un treno di ritorno, nel dicembre del 2015; anche in questo caso l'orario inadatto (arrivo a Rieti alle 22:15) rende il treno quasi del tutto inutilizzato. Nel gennaio 2018 è stata istituita una seconda coppia di treni, in orari di morbida e con tempi di percorrenza ulteriormente dilatati.
L'acquisto di treni veloci era stato annunciato più volte dalla giunta Marrazzo: nell'ottobre 2006, quando si parlò di tre Minuetto, nel novembre 2006, quando si parlò di due motrici in arrivo l'anno seguente, e nell'aprile 2007, quando si parlò di due treni bimodali da far progettare e costruire appositamente dalla Alstom a Colleferro con un costo di 16 milioni di euro, che sarebbero arrivati nel 2009. Tuttavia la legislatura terminò senza che nessun treno fosse stato comprato, e la successiva giunta Polverini non si interessò al problema. L'unico passo avanti è stato il superamento della limitazione al carico assiale sopportato dalla linea, grazie alla sostituzione di due ponti nel 2015. La giunta Zingaretti, pur avendo portato avanti un consistente piano di acquisto di treni per le altre province del Lazio, inizialmente si disse apertamente contraria al loro acquisto, proponendo invece di elettrificare la linea Terni-Rieti.
In seguito al terremoto del 2016, Zingaretti cambiò idea e avallò l'acquisto di tre treni bimodali, a doppia alimentazione diesel-elettrica, con una spesa di 76 milioni di euro; la gara d'appalto è prevista per il 2019 e la consegna dei treni per il 2021, mentre i tempi dell'effettiva introduzione in servizio dipenderanno dalla preesistenza o dalla necessità di apposito rilascio dell'A.M.I.S. - cosiddetta omologazione - da parte dell'Agenzia Nazionale per la Sicurezza delle Ferrovie.
Nonostante le difficoltà, il collegamento Rieti-Roma via Terni è tuttora considerato prioritario dall'amministrazione provinciale e da quella comunale.

#### Il terremoto del 2016 e la riproposizione della Rieti-Roma
In seguito al terremoto del 2016, che ha colpito maggiormente proprio le zone interessate dal progetto della ferrovia Salaria, il progetto della linea Rieti-Passo Corese è stato nuovamente preso in considerazione. Il ministro Graziano Delrio, dopo mesi di lavoro congiunto con il deputato Fabio Melilli, ha inserito la realizzazione dell'opera all'interno di un piano per il rilancio economico e demografico delle aree colpite, che prevede l'ammodernamento della strada statale Salaria e la creazione di un "anello ferroviario dell'Appennino centrale" (tramite la velocizzazione della linea Roma-Sulmona, l'elettrificazione e velocizzazione della Sulmona-Rieti e la chiusura dell'anello realizzando la nuova linea Rieti-Roma), con l'obiettivo di istituire treni L'Aquila-Roma via Rieti in 2h 15'. Il tronco Antrodoco-Ascoli, ancora una volta, non è stato incluso tra gli interventi, suscitando critiche da parte degli ascolani.
Il piano venne presentato a Rieti il 16 ottobre 2017, alla presenza del ministro, degli amministratori delegati di RFI Maurizio Gentile e di ANAS Gianni Vittorio Armani, e dei presidenti delle regioni Lazio e Marche Nicola Zingaretti e Luca Ceriscioli. In tale occasione Gentile assicurò che l'intervento disponeva già delle necessarie coperture economiche, e dichiarò che RFI si era attivata per aggiornare il progetto realizzato nel 2006 dalla Italferr e renderlo conforme a nuove regole e standard tecnici, stimando un'entrata in esercizio tra 7-8 anni; il deputato Melilli dichiarò che «questa volta i soldi ci sono e ci sono tutti».
Tuttavia, come denunciato dal Movimento 5 Stelle, nonostante l'intervento risulti inserito nel contratto di programma 2017-2021 e nel Piano Commerciale di RFI, la promessa del finanziamento dell'opera non è stata rispettata, dal momento che non risultano essergli stati assegnati nuovi fondi (ancora fermi a 4 milioni di euro su 792). Secondo il piano commerciale di RFI, la linea dovrebbe essere finanziata e realizzata nel periodo 2022-2026; secondo il contratto di programma, invece, dovrebbe essere finanziata dopo il 2026 e realizzata ancora dopo.

## Caratteristiche
Come la Roma-Giulianova, la Ferrovia Salaria venne concepita come terza linea trasversale dell'Italia centrale, a metà tra la Roma-Ancona e la Roma-Pescara, con il vantaggio di essere il più breve dei quattro collegamenti tra i due mari (circa 221 km) e di valicare l'appennino centrale al passo della Torrita (meno impegnativo rispetto alla Roma-Pescara e all'ipotizzata Roma-Giulianova). Del suo tracciato 90 km sono già esistenti (si tratta della linea Ascoli-San Benedetto, che doveva costituire parte del suo percorso, e dei tratti condivisi con le linee Terni-L'Aquila e Roma-Orte); la parte restante, rimasta irrealizzata, si compone dei due tronchi Passo Corese-Rieti e Antrodoco-Ascoli Piceno.
Il primo dei due, lungo 50 km da Rieti a Passo Corese (frazione di Fara Sabina), da solo completerebbe la ferrovia Rieti-Roma, che permetterebbe di accorciare notevolmente la distanza della Capitale da Rieti (da 152 a 88 km) e dall'Aquila (da 215 a 151 km) e consentirebbe l'estensione del servizio della linea regionale FL1 all'unico capoluogo del Lazio che finora ne è escluso.
L'altro tronco, lungo 85 km da Antrodoco ad Ascoli Piceno, completerebbe il percorso fino al mare riducendo notevolmente la distanza della Capitale da Ascoli (da 326 a 197 km), da Fermo (da 328 a 252 km) e da tutti gli abitati costieri lungo la linea adriatica nelle province di Teramo e Macerata. Da questo tronco si prevedeva di distaccare una breve diramazione a servizio del capoluogo teramano (con la quale la distanza con Roma passerebbe da 305 a 232 km); inoltre vennero ipotizzate a vario titolo delle diramazioni per Norcia (ad innesto sulla linea per Spoleto) e L'Aquila (tesa ad fornirle uno sbocco più diretto sulla costa adriatica).
Nel complesso, la Salaria accorcerebbe la distanza ferroviaria con Roma ad una popolazione di due milioni di abitanti.

### Percorso

#### Progetto Trevellini del 1878
| Continuation backward |

| Station on track |

| 37+130 |
| 0+000  |

|  | Unknown route-map component "ABZgl" | Unknown route-map component "CONTfq" |

| Enter and exit tunnel |

| Station on track |

| Enter and exit tunnel |

| Station on track |

| Unknown route-map component "hSTRae" |

| Station on track |

| Enter and exit tunnel |

| Station on track |

|  | Unknown route-map component "ABZg+l" | Unknown route-map component "CONTfq" |

| Station on track |

| Continuation forward |

Dettaglio del progetto Trevellini della Rieti-Passo Corese (con evidenziati tracciato e stazioni)

Il progetto Trevellini (relativo al solo tronco Rieti-Passo Corese) prevedeva una ferrovia che, uscita da Rieti, avrebbe seguito la valle pianeggiante del fiume Turano fino a raggiungere Rocca Sinibalda. Da lì, con una lieve salita dell'1,6‰ ed un tunnel ascendente lungo 1800 metri, la ferrovia avrebbe superato la sella di Rocca Sinibalda e sarebbe sboccata nella valle del fosso delle Mole; da qui si sarebbe seguito in discesa quest'ultimo corso d'acqua, inizialmente con una pendenza del 20,4‰, fino all'arrivo nella stazione di Monteleone, dopo la quale la discesa si sarebbe fatta via via meno ripida.
La linea a questo punto avrebbe scavalcato la zona di Ponte Buita, e, facendo uso di due brevi gallerie e un viadotto in muratura di 80 metri, avrebbe proseguito lungo il corso del fiume Farfa raggiungendo la stazione di Casaprota e, dopo la galleria di Mompeo lunga 380 metri, quella di Montopoli. Da qui la linea avrebbe abbandonato il corso del Farfa e, con un'ascesa del 2,7‰ e la galleria di Coltimone di 230 metri, avrebbe superato il contrafforte che separa i bacini del Farfa e del fosso Costa Collelungo, per poi scendere con la pendenza del 15,8‰ lungo la valle di Ponticchio fino a terminare nella stazione di Fara Sabina.
Complessivamente il progetto prevedeva una lunghezza di 32,750 km da Passo Corese a Rocca Sinibalda, una pendenza compresa tra l'1,2‰ e il 20,4‰, cinque gallerie per un totale di 2580 metri, 25 ponticelli e quattordici ponti (di cui solo tre con luce superiore a dieci metri ed un solo viadotto in muratura).

#### Progetto Venturini del 1895
| Continuation backward |

| Station on track |

| 37+130 |
| 0+000  |

| Unknown route-map component "CONTgq" | Unknown route-map component "ABZgr" |  |

| Station on track |

| Station on track |

| Station on track |

| Unknown route-map component "hSTRae" |

| Station on track |

| Enter and exit tunnel |

| Station on track |

| Enter and exit tunnel |

| Unknown route-map component "hSTRae" |

| Station on track |

| Enter and exit tunnel |

| Station on track |

| Station on track |

|  | Unknown route-map component "ABZg+l" | Unknown route-map component "CONTfq" |

| Station on track |

| Continuation forward |

Questo progetto, relativo al solo tronco Rieti-Passo Corese, prevedeva il passaggio per la valle del fosso Corese, per Scandriglia, per Frasso e per Fosso del Rio, dove saliva fino a raggiungere il contrafforte a Rocca Sinibalda, attraversando il monte con una breve galleria e sboccando nella valle del Turano da dove proseguiva fino a Rieti.
Il progetto Venturini prevedeva una linea che, lasciata la stazione di Rieti, avrebbe raggiunto Belmonte per poi salire con la pendenza del 15,7‰ e raggiungere Rocca Sinibalda, stazione che si sarebbe insolitamente trovata in curva. Subito dopo la stazione una galleria avrebbe portato la linea alla testata del fosso delle Mole, per poi proseguire a mezzacosta poggiando sulle scoscese pendici della montagna, in discesa del 25,7‰, e raggiungere la stazione di Oliveto, frazione di Torricella. Da qui con la stessa pendenza si scende fino al fosso di Monteleone e, dopo una galleria, alla stazione omonima; da qui la linea sale (13‰), attraversa la montagna in galleria e ne riscende (15‰) per giungere alla stazione di Poggio Moiano, alla quale segue un viadotto di sette arcate ed una salita (9,6‰) fino alla stazione di Cerdomare-Poggio Nativo. La parte restante del tracciato è in discesa (26,4‰) e comprende due stazioni a servizio di Nerola-Montelibretti e di Fara Sabina-Coltodino. L'innesto con la Roma-Orte, tuttavia, era tale da richiedere l'inversione di marcia a Passo Corese per proseguire verso Roma.
Complessivamente il progetto prevedeva una lunghezza di 35,5 km da Rocca Sinibalda a Passo Corese, pendenze comprese tra 6,4‰ e 26,4‰, tre gallerie lunghe in tutto 1930 metri, tre ponticelli e sette ponti (di cui tre superiori ai dieci metri di luce).

#### Progetto Ugolini del 1900

Planimetria del progetto dell'ingegner Ugolini (con evidenziate tracciato e stazioni)

Questo progetto, relativo al solo tronco Rieti-Passo Corese, fu ideato dall'ingegnere Edoardo Ugolini e prevedeva una ferrovia a trazione elettrica. L'alimentazione della linea doveva provenire da una centrale idroelettrica che avrebbe sfruttato le acque del fiume Farfa, dal quale l'Ugolini aveva già ottenuto l'autorizzazione a captare 1,2 m³ di acqua al secondo.
Sulla linea si sarebbero impiegate locomotive, carrozze e carri merci realizzati appositamente, e progettati dallo stesso Ugolini.
La proposta ferroviaria non ebbe molto seguito, ma la concessione ottenuta dall'Ugolini per le acque del Farfa, insieme alla captazione delle sorgenti Le Capore, portarono nel 1923 alla realizzazione della centrale idroelettrica di Farfa, oggi parte del sistema acquedottistico del Peschiera-Capore.

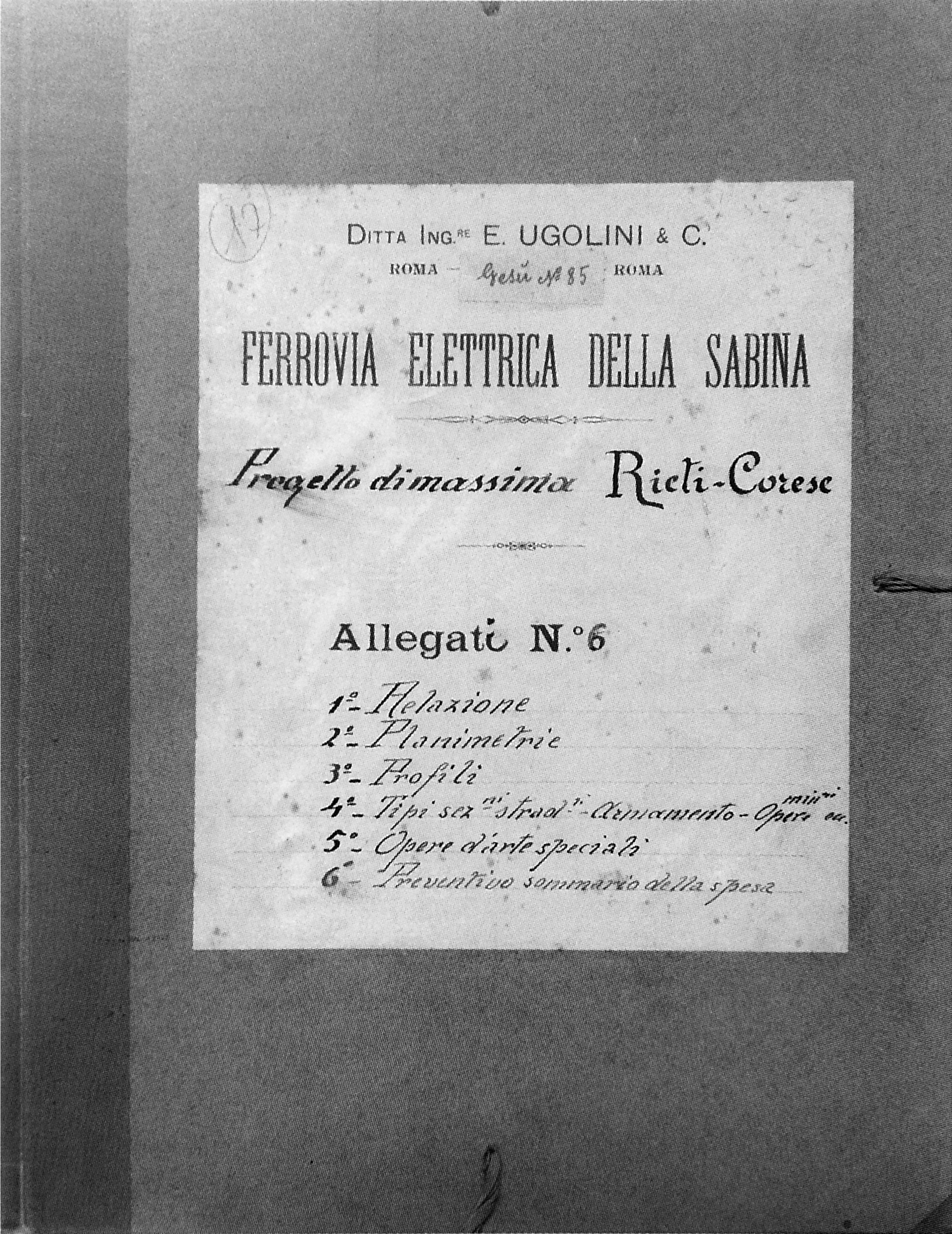
Frontespizio del progetto
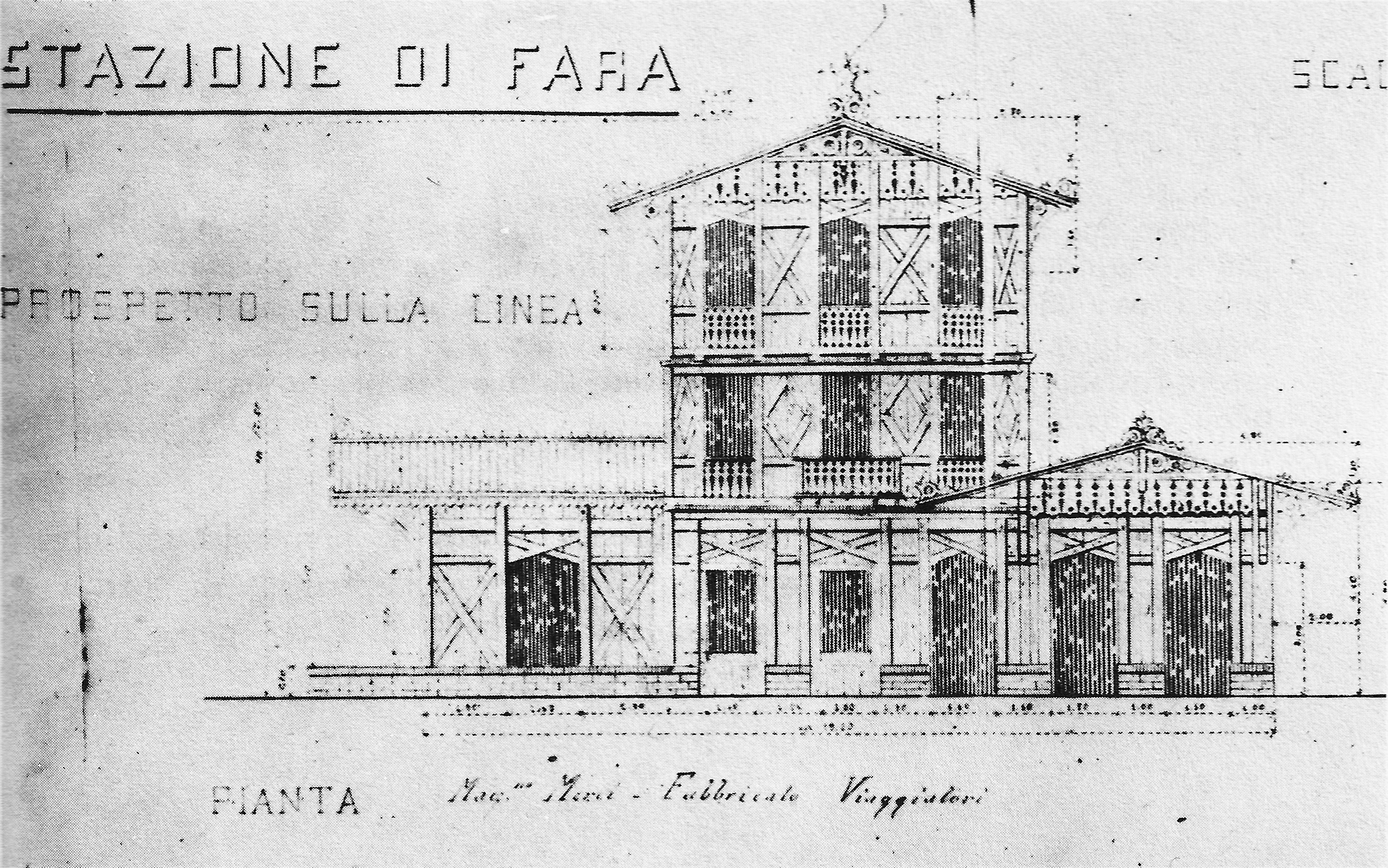
La stazione centrale di Fara
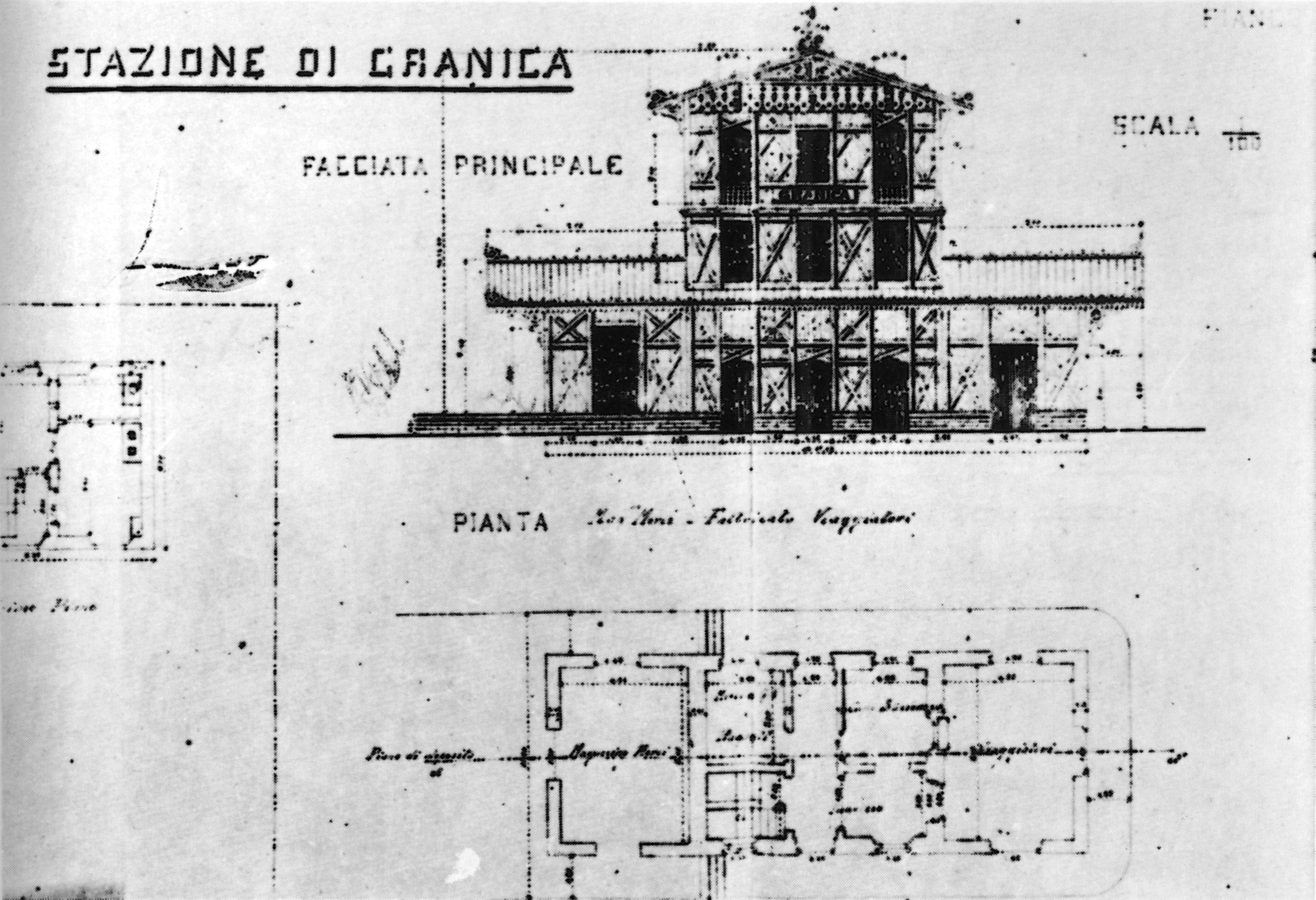
La stazione di Granica (frazione di Castelnuovo di Farfa)
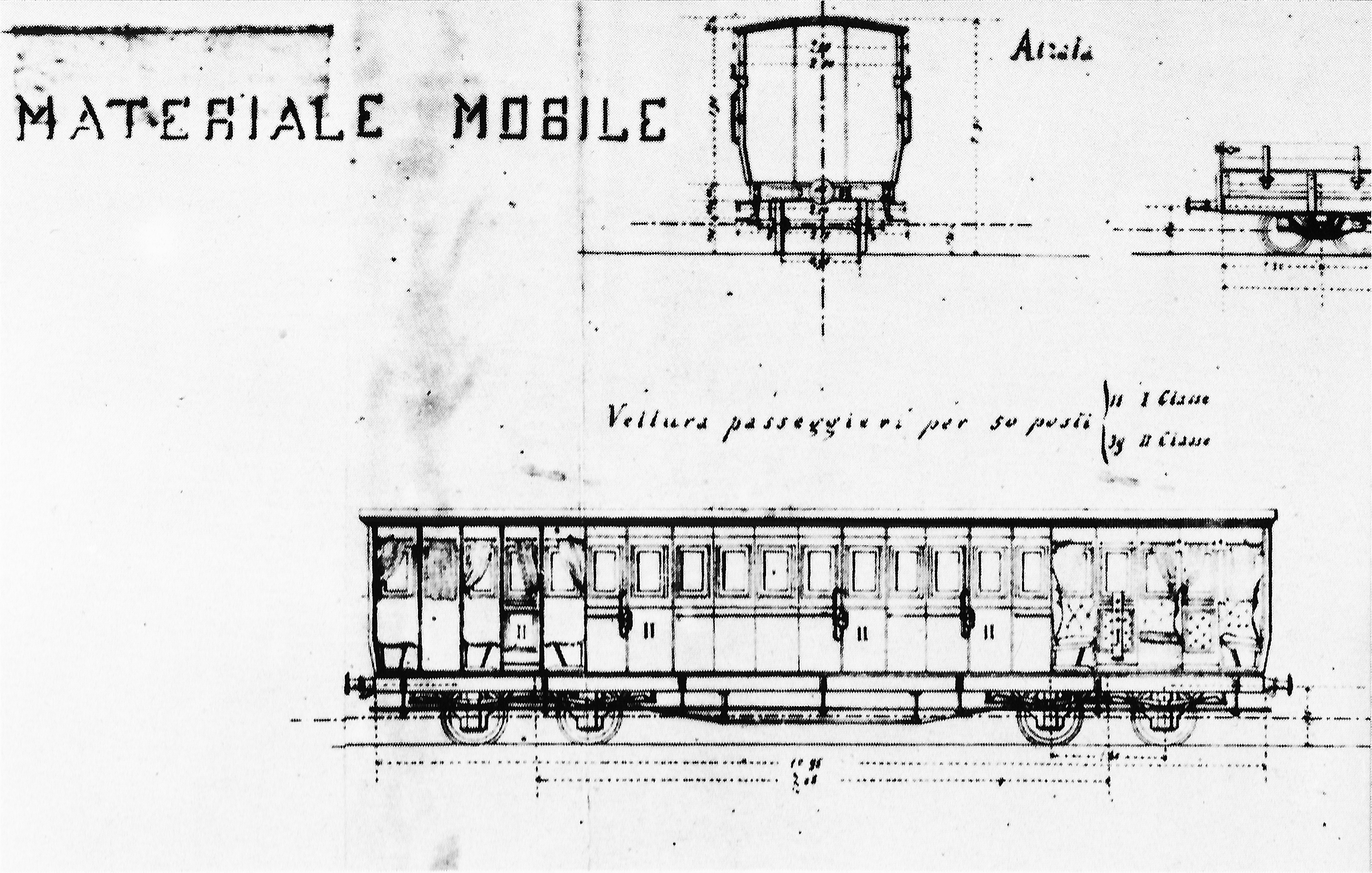
Disegno dei vagoni passeggeri con cui si prevedeva di effettuare l'esercizio
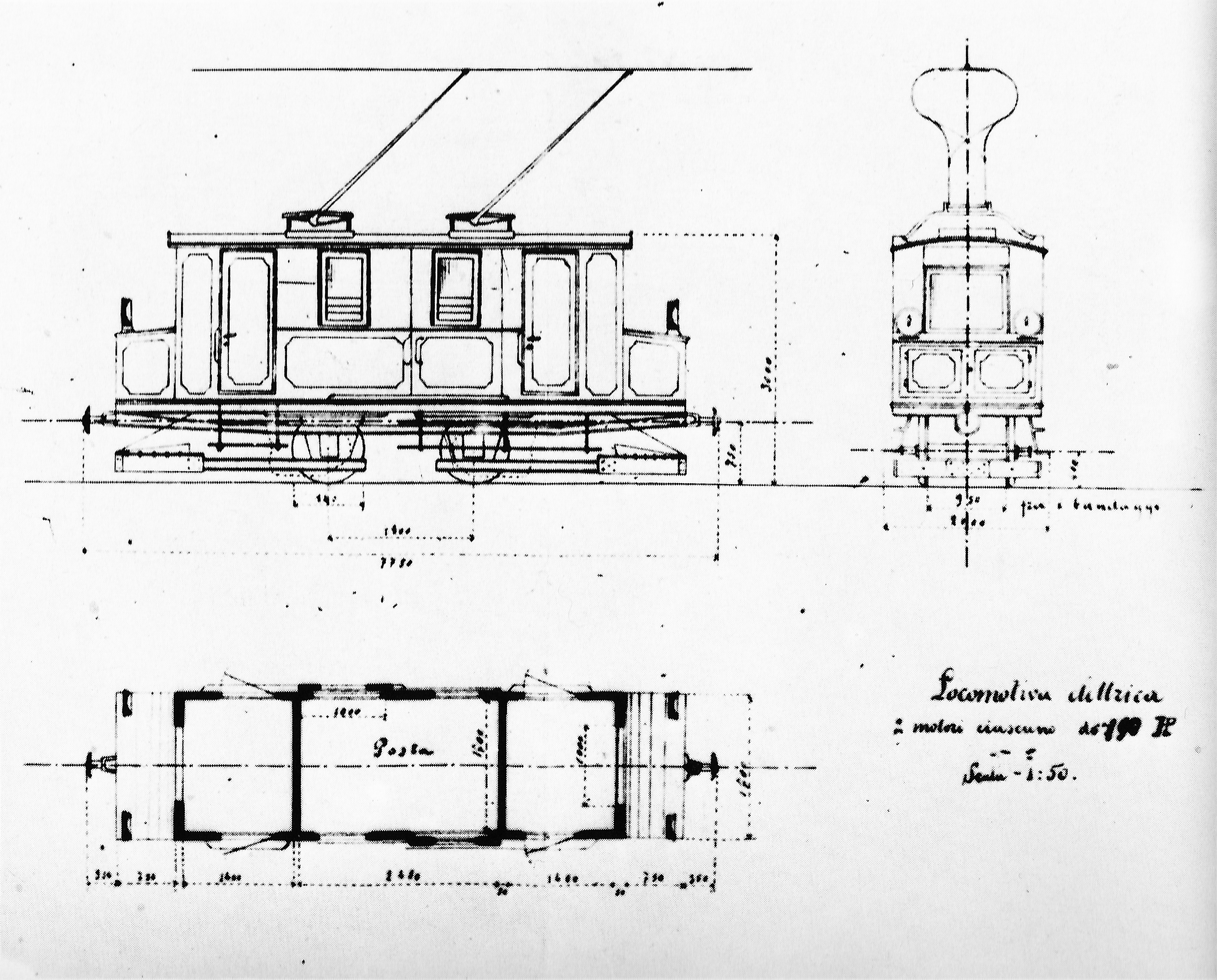
Disegno della locomotiva elettrica
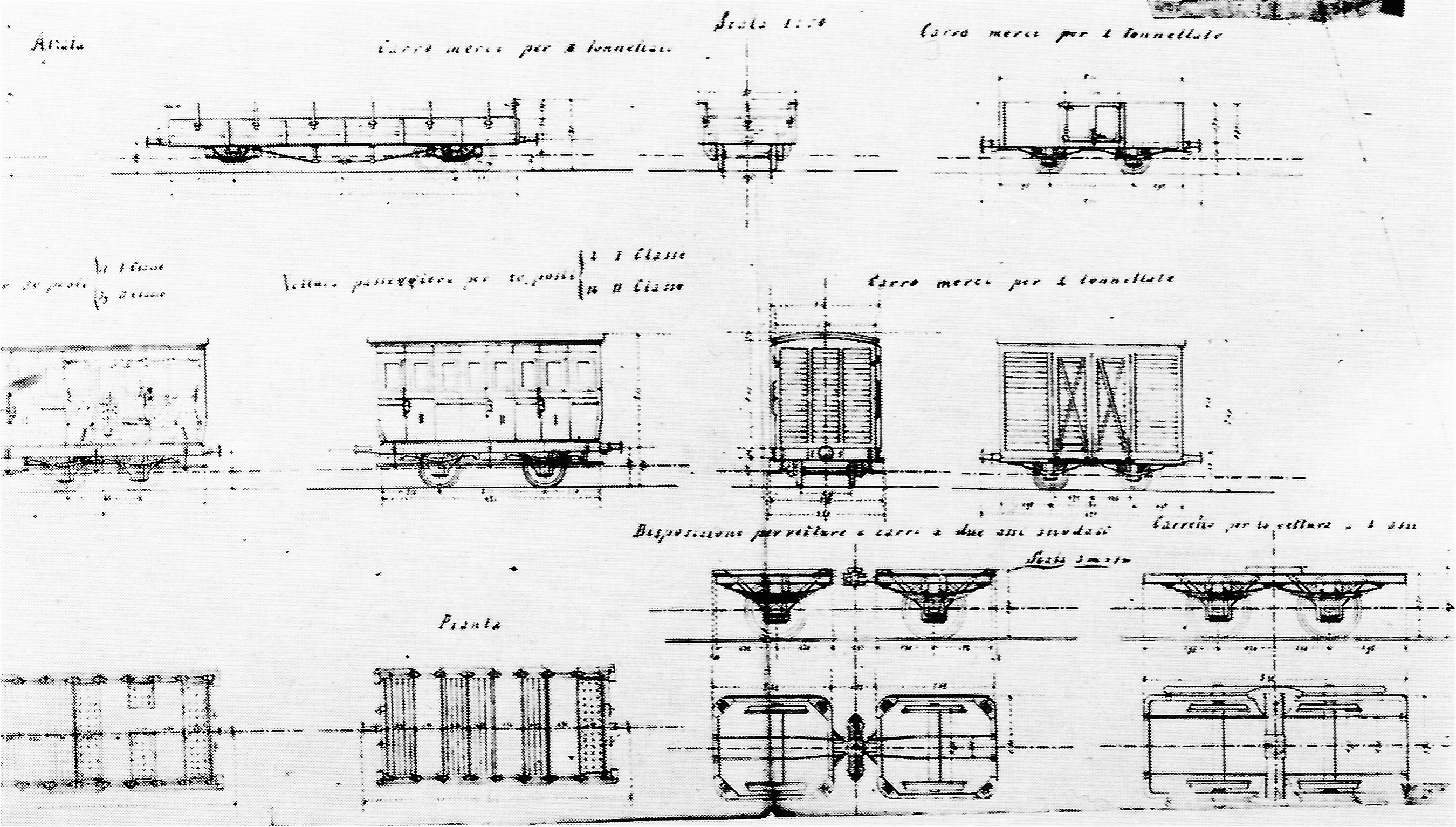
Disegni dei carri merci

#### Progetto Benincasa del 1905
Questo progetto, relativo al solo tronco Rieti-Passo Corese, prevedeva il passaggio per le valli del Tevere, del Farfa, del Turano e del Velino. Ispirato al progetto Trevellini, differiva da questo nella facilitazione delle condizioni di esercizio.

#### Progetto Amici del 1902-1907

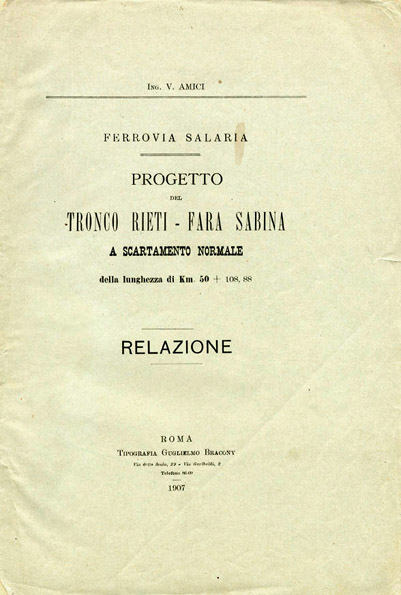
Frontespizio del progetto Amici per il tronco Rieti-Fara Sabina

Il tracciato del tronco Ascoli Piceno-Antrodoco venne progettato da Venceslao Amici nel 1902. Secondo quanto riporta il Palmegiani, il tracciato avrebbe previsto di portarsi alla sinistra del fiume Tronto poco dopo la stazione di Ascoli, per poi tornare alla sua destra presso Mozzano dove si sarebbe trovata una stazione in corrispondenza della strada per Roccafluvione. Poco prima del fosso Tranchella, attraverserebbe per due volte il Tronto in modo da evitare gallerie, fino a raggiungere il fosso dello Stallo e la cittadina di Acquasanta, che sarebbe superata con una galleria sotto l'abitato. Attraversato di nuovo il Tronto si giungerebbe a Quintodecimo (anch'esso superato in galleria); dopo alcune brevi gallerie si arriverebbe ad Arquata, poi Grisciano e Accumoli. Da qui si risalirebbe la valle del fiume Scandarello, attraverserebbe l'altopiano della Torrita e scenderebbe nel vallone della Meta dove avrebbe raggiunto il corso del Velino a valle di Cittareale. Seguendo il fiume avrebbe raggiunto Santa Croce, Posta, Sigillo e San Quirico, da dove avrebbe raggiunto la stazione di Antrodoco-Borgo Velino.
Il progetto prevedeva pendenze fino al 22,6‰ e raggi di curvatura minimi di 250 metri.
Più tardi, nel 1907, Venceslao Amici si occupò di progettare anche il tronco Rieti-Passo Corese. Il tracciato prevedeva una lunghezza di 50,108 km, pendenze fino al 23‰ e raggi di curvatura minimi di 300 metri. Avrebbe attraversato i comuni di Fara Sabina, Nerola, Scandriglia, Poggio Nativo, Frasso Sabino, Poggio Moiano, Monteleone, Roccasinibalda, Belmonte e Rieti.

#### Progetto Talenti del 1913

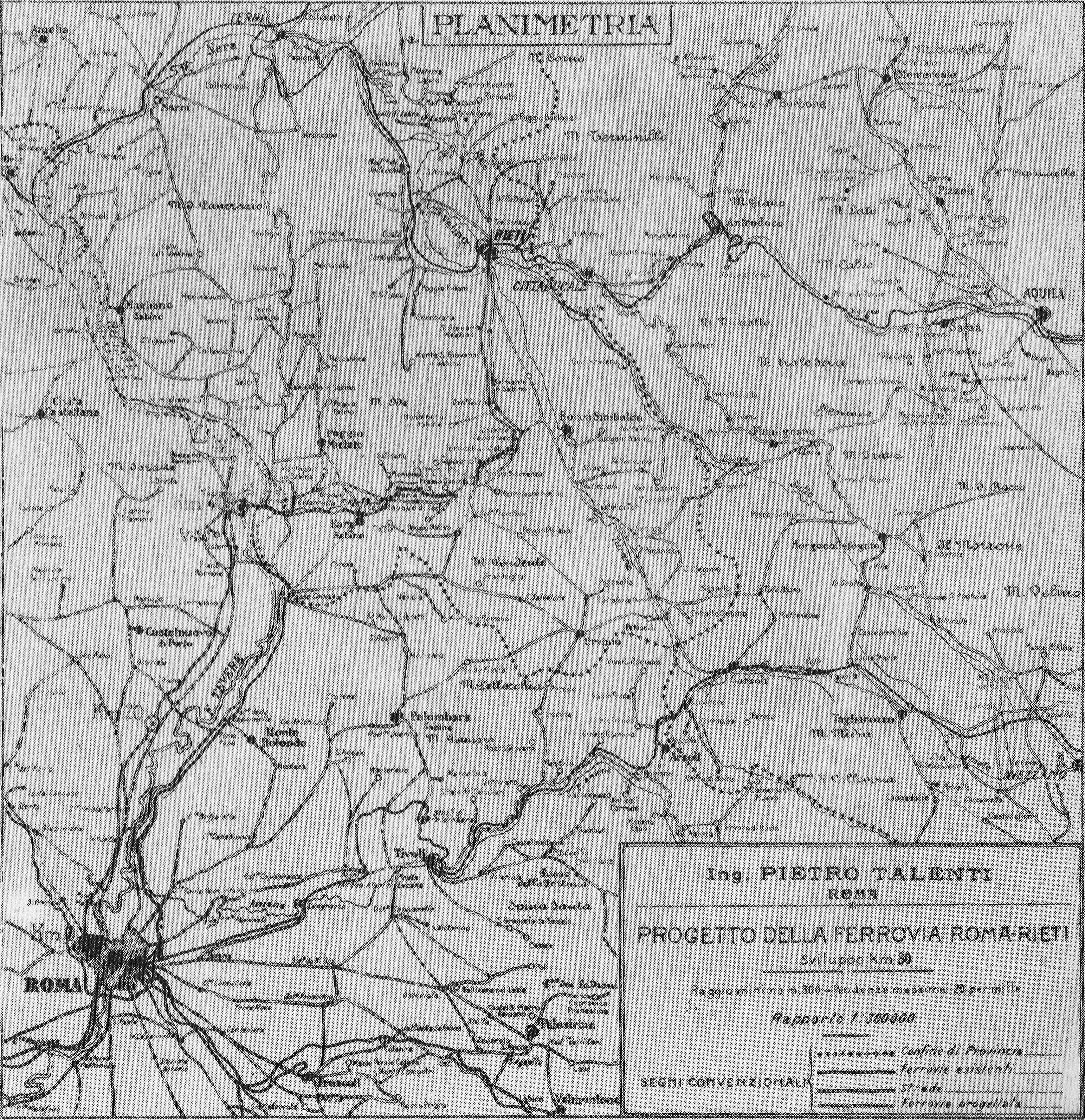
Planimetria del progetto Talenti

Questo progetto, relativo al tratto Rieti-Roma, fu realizzato nel 1913 dall'ingegner Pietro Talenti. La linea non prevedeva l'innesto sulla Roma-Firenze a Passo Corese, ma prevedeva invece di attraversare il Tevere nei pressi di Torrita Tiberina e di proseguire autonomamente sulla sponda destra del fiume, in parallelo alla Roma-Firenze che scorreva sulla sponda opposta, per poi terminare nella stazione "Roma Prati di Castello", una nuova stazione che si sarebbe dovuta costruire appositamente nella zona nord di Roma, che avrebbe costituito parte della Cintura Nord e un'alternativa alla stessa stazione Termini nel ruolo di stazione centrale. La linea sarebbe stata lunga 80 km, avrebbe avuto un raggio di curvatura minimo di 300 metri e una pendenza massima del 20‰.

#### Progetto De Baruffaldi del 1932
Questo progetto, relativo al solo tronco Rieti-Passo Corese, fu realizzato dall'ufficio studi e costruzioni ferroviarie istituito a Rieti dal Ministero, con a capo l'ingegner De Baruffaldi.
Secondo quanto riportato dal Palmegiani nel 1932, quando il progetto risultava sostanzialmente completato (e poco prima della misteriosa soppressione dell'ufficio), il tracciato della ferrovia si sarebbe staccato dalla linea per Terni a circa un chilometro e mezzo dalla stazione di Rieti, dopo il "ponte di ferro" sul Velino. Avrebbe poi percorso la valle del Turano, per poi entrare in galleria nei pressi di Rocca Sinibalda e uscirne ad Oliveto, nella valle del fosso delle Mole, seguendo questo corso d'acqua fino a Monteleone, dove si sarebbe trovata un'altra galleria. Dopo di questa, la ferrovia avrebbe raggiunto Poggio Moiano, Cerdomare e Frasso, per poi affiancarsi alla Via Salaria e raggiungere Ponticelli e Nerola. Qui la linea avrebbe virato in direzione di Fara Sabina, attraversando Canneto e Coltodino; poi, seguendo il corso del Farfa, avrebbe attraversato la contrada di Torre Baccelli, avvicinandosi a Montopoli e Castelnuovo di Farfa, per poi terminare nella stazione di Fara Sabina-Montelibretti.
La lunghezza totale sarebbe stata di 54 km. Il progetto, ritenuto ancora valido, venne rivisitato e riproposto nel 2003 dall'Università Roma Tre.

#### Progetto Italferr del 2003-2005
| Continuation backward |

| Station on track |

| 37+130 |
| 0+000  |

|  | Unknown route-map component "ABZgl" | Unknown route-map component "CONTfq" |

| Station on track |

| Enter and exit tunnel |

|  | Unknown route-map component "ABZg+l" | Unknown route-map component "CONTfq" |

| Station on track |

| Continuation forward |

Questo progetto, relativo al solo tronco Rieti-Passo Corese, è stato realizzato dalla Italferr nel 2002-2003 (per quanto riguarda il progetto preliminare) e 2004-2005 (per quanto riguarda il progetto definitivo del primo stralcio Passo Corese-Osteria Nuova).

Planimetria del progetto Italferr

Prevede la realizzazione di una linea a binario unico dalla Stazione di Fara Sabina-Montelibretti alla Stazione di Rieti, con un'unica nuova stazione intermedia ad Osteria Nuova (km 22+350). Un ulteriore punto di incrocio è previsto nei pressi di Montegrottone (tra Passo Corese e Osteria Nuova), sulla sommità di un alto viadotto dotato di doppio binario.
La linea sarebbe elettrificata con tensione di 3 kv a corrente continua, prevede la pendenza massima del 21 per mille e un raggio di curvatura minimo di 500 metri.
Il tracciato adottato è lungo 49 km, dei quali solo una piccola parte in superficie (11 km su rilevato e 4,4 in trincea) e oltre 33 km in tunnel o viadotto (22,4 in galleria naturale, 2,5 in galleria artificiale e 8,8 in viadotto). Il viadotto più alto misura 90 metri. Tra le gallerie naturali ce ne sono tre molto lunghe; la maggiore, di 7,5 km, si troverebbe ad Ornaro. In aggiunta, in seguito alle critiche ricevute, è prevista una revisione del progetto con l'interramento dell'intero tratto Osteria Nuova - Passo Corese, allo scopo di ridurre l'impatto ambientale.
Il tempo di percorrenza Rieti-Osteria Nuova sarebbe di 17 minuti mentre quello Osteria Nuova-Fara Sabina di 12 minuti; da qui i treni raggiungerebbero Roma Tiburtina dopo 38 minuti, effettuando tutte le fermate della FL1, per un tempo di percorrenza Rieti-Roma di circa 70 minuti. La velocità consentita sul tratto di nuova costruzione sarebbe di 110 km/h.
La linea garantirebbe una capacità di almeno 77 treni al giorno, composti da una doppia quaterna di TAF per una lunghezza di 210 metri circa e una capienza di 800 passeggeri per ogni viaggio, con la frequenza di un treno ogni mezz'ora. La linea non sarebbe utilizzata per il trasporto merci ma dedicata esclusivamente ai passeggeri.
Sarebbe esercitata con sistema a Dirigente Centrale Operativo e sistema di distanziamento a blocco automatico. I binari sarebbero realizzati con rotaie 60 UNI. Il piano prevedrebbe anche l'eliminazione dei passaggi a livello di viale Maraini e di viale dei Flavi a Rieti, situati sul lato Roma della stazione di Rieti.
Il costo del progetto ammonta a 792 milioni di euro.

#### Progetto Università Roma Tre del 2003
| Continuation backward |

| Station on track |

| 37+130 |
| 0+000  |

|  | Unknown route-map component "ABZgl" | Unknown route-map component "CONTfq" |

| Station on track |

| Station on track |

| Station on track |

| Station on track |

|  | Unknown route-map component "ABZg+l" | Unknown route-map component "CONTfq" |

| Station on track |

| Continuation forward |

Planimetria del progetto Roma Tre

Questo progetto, relativo al solo tronco Rieti-Passo Corese, fu commissionato nel 2002 dall'assessore regionale ai trasporti Francesco Aracri. È stato realizzato gratuitamente nell'ambito del corso di Urbanistica III della facoltà di architettura dell'Università Roma Tre, durante l'anno accademico 2002/2003, da un gruppo di studio diretto dai prof. Gabriele Bariletti e Liistro. Venne presentato il 9 giugno 2003 presso il municipio di Rieti; tuttavia l'assessore Gargano, successore di Aracri, gli preferì il progetto Italferr.
Il progetto consisteva in una rivisitazione e modernizzazione di quello del 1932, ritenuto ancora valido e attuabile.
Il tracciato è lungo 54 km, di cui 10 di gallerie e 6 di viadotti; il tunnel più lungo misura 2700 metri e il viadotto più alto 60 metri. Le velocità consentite sono comprese tra un massimo di 140 km/h e un minimo di 95 km/h, mentre la pendenza massima è del 24‰. Il costo previsto è di 270 milioni di euro.
Prevede quattro stazioni intermedie a Rocca Sinibalda, Monteleone, Poggio Moiano e Osteria Nuova; tra queste solo due dispongono del binario di incrocio, mentre altre due sono fermate.

#### Progetto Sagi-Consultec del 2003
| Continuation backward |

| Station on track |

| 32+582 |
| 0+000  |

| Station on track |

| Station on track |

| Station on track |

| Station on track |

|  | Unknown route-map component "ABZg+l" | Unknown route-map component "CONTfq" |

| Station on track |

| Continuation forward |

Questo progetto, relativo al solo tronco Ascoli-Antrodoco, fu commissionato dal comune di Ascoli Piceno e realizzato gratuitamente da Sagi e Consultec, che lo portarono allo stadio di studio di fattibilità; fu presentato al pubblico a Rieti il 9 giugno 2003.
Prevedeva una linea lunga 104 km, di cui quasi metà (ben 50 km) in galleria, 9 in viadotto e 46 in rilevato o trincea, con un costo previsto di 723 milioni di euro. Avrebbe avuto solo quattro stazioni intermedie (Acquasanta Terme, Arquata del Tronto, Accumoli e Posta) e un carico assiale massimo di 22 tonnellate, adatto anche al traffico merci.

### Esplicative
1. ↑  Il dato dei chilometri esistenti tiene conto anche della distanza tra la stazione di Rieti e il punto di innesto della Rieti-Passo Corese, e della distanza tra la stazione di Antrodoco-Borgo Velino e il punto di innesto della Antrodoco-Ascoli (totale dei due tratti: circa 5,1 km), distanze che sono comprese anche nel dato dei chilometri non realizzati. Inoltre la lunghezza della Ascoli-San Benedetto è di circa cinque chilometri in meno se si considera la linea fino alla stazione di Porto d'Ascoli (frazione di San Benedetto del Tronto), la prima della linea Adriatica. Per queste due ragioni la somma tra tronchi realizzati e irrealizzati è maggiore di 221.
2. ↑  Sono le stazioni di Monterotondo-Mentana, Fara Sabina-Montelibretti (sita in località Passo Corese), Poggio Mirteto, Gavignano Sabino, Stimigliano e Collevecchio
3. ↑  Parte del secondo congresso regionale della Sabina, organizzato dall'Unione Sabina, durante il quale venne conferita la cittadinanza onoraria di Rieti a Federzoni e a Mussolini. Vedere Spagnoli, pag. 79
4. ↑  Inserito nel contratto di programma 1996-2000 tra Regione Lazio ed FS
5. ↑  Realizzati dall'Area Trasporto e dall'Area Ingegneria FS, sotto l'AD Giancarlo Cimoli e il direttore generale Cesare Vaciago.
6. ↑  Delibere CIPE n. 27 e n. 33 del 13 maggio 2010
7. ↑  Distanza del percorso Rieti-Terni-Orte-Roma, calcolato con le lunghezze desunte dai Fascicoli linea
8. ↑  Distanza del percorso Rieti-Fara Sabina-Roma, calcolato supponendo il tratto Rieti-Fara Sabina lungo 50 km (come in Palmegiani, pag. 133, penultimo paragrafo) e il restante secondo i Fascicoli linea
9. ↑  Distanza del percorso L'Aquila-Terni-Orte-Roma, calcolato con le lunghezze desunte dai Fascicoli linea
10. ↑  Distanza del percorso L'Aquila-Rieti-Fara Sabina-Roma, calcolato supponendo il tratto Rieti-Fara Sabina lungo 50 km (come in Palmegiani, pag. 133, penultimo paragrafo) e i restanti secondo i Fascicoli linea
11. ↑  Distanza del percorso Ascoli-Porto D'Ascoli-Pescara-Roma, calcolato con le lunghezze desunte dai Fascicoli linea
12. ↑  Distanza del percorso Ascoli-ferrovia Salaria fino a Roma, calcolato supponendo le tratte Ascoli-Antrodoco e Rieti-Passo Corese lunghe rispettivamente 85 e 50 km (come in Palmegiani, pag. 133, penultimo paragrafo) e le restanti secondo i Fascicoli linea
13. ↑  Distanza del percorso Porto San Giorgio-Pescara-Roma, calcolato con le lunghezze desunte dai Fascicoli linea
14. ↑  Distanza del percorso Porto San Giorgio-San Benedetto del Tronto-ferrovia Salaria fino a Roma, calcolato con le lunghezze desunte dai Fascicoli linea e con la lunghezza della Salaria supposta in Palmegiani, pag. 133, penultimo paragrafo
15. ↑  Distanza del percorso Teramo-Giulianova-Pescara-Roma, calcolato con le lunghezze desunte dai Fascicoli linea
16. ↑  Distanza del percorso Teramo-Ascoli-ferrovia Salaria fino a Roma, calcolato supponendo il tratto Teramo-Ascoli lungo circa quaranta chilometri, quelli Ascoli-Antrodoco e Rieti-Passo Corese lunghi rispettivamente 85 e 50 km (come in Palmegiani, pag. 133, penultimo paragrafo) e i restanti secondo i Fascicoli linea

### Fonti
1. 1 2 3 4 5  Palmegiani, pag. 133, penultimo paragrafo.
2. 1 2 3  Fascicoli linea.
3. ↑  Lorenzetti (1986), pag. 23.
4. 1 2 3   Il problema del collegamento Capitignano-Teramo, su Archivi e cultura per la memoria storica. URL consultato il 1º maggio 2016., documentazione esposta nella mostra storica "L'Abruzzo in treno", tenutasi a Penne tra il 6 marzo e il 7 maggio 2010
5. 1 2   Ferrovia, il Cipe stanzia 90 milioni, in Il Tempo edizione di Rieti, 30 marzo 2006. URL consultato il 22 marzo 2016 (archiviato dall'url originale il 27 marzo 2016).
6. ↑  Lorenzetti (1986), pag. 18.
7. ↑  Notificazione del 7 luglio 1846, citata in Lorenzetti (1986), pag. 26
8. 1 2 3 4  CRACE (2013), pag. 76.
9. ↑  Pietrangeli Antonilli, pag. 22.
10. 1 2 3 4   ROSITANI ed altri: Norme per la realizzazione del collegamento ferroviario "Direttissima dei due Mari" Ascoli-Antrodoco-Rieti-Roma (Atto Camera 2039), su Camera dei Deputati, 17 dicembre 1992. URL consultato il 14 giugno 2016. PDF
11. ↑  Lorenzetti (1986), pag. 28.
12. ↑   Prospetto cronologico dei tratti di ferrovia aperti all'esercizio dal 1839 al 31 dicembre 1926, su trenidicarta.it. URL consultato il 31 maggio 2016.
13. ↑  Lorenzetti (1986), pag. 34.
14. ↑  Lorenzetti (1986), pag. 40.
15. ↑  Colasante, pag. 11.
16. ↑  Lorenzetti (1986), pag. 37.
17. ↑  Dal giornale La Sabina, 1º gennaio 1871, citato in Palmegiani, pag. 125
18. 1 2  Palmegiani, fine pag. 127.
19. ↑  Lorenzetti (1986), pag. 49-50.
20. 1 2  Lorenzetti (1986), pag. 47.
21. ↑   Dario Recubini, Le ferrovie nella società abruzzese dell'Ottocento. L'impegno del barone Giuseppe Andrea Angeloni, Pescara, Edizioni Scientifiche Abruzzesi, 2008, ISBN 978-88-95055-09-1.
22. ↑  Palmegiani, pag. 129-130.
23. ↑   La ferrovia Terni - Rieti - L'Aquila - Sulmona, su Trasporti Pubblici.info. URL consultato il 6 dicembre 2016.
24. ↑   Stazione di Contigliano, su Stazioni del mondo. URL consultato il 25 dicembre 2015 (archiviato dall'url originale il 1º maggio 2016).
25. 1 2  Lorenzetti (1986), pag. 24.
26. ↑  CRACE (2013), pag. 78.
27. ↑  Calandrelli.
28. ↑  Ravioli.
29. ↑  Ferrovie Sabine, pag. 14.
30. ↑  Comune Antrodoco, pagina "Testo sulla realizzazione della tratta"
«L'invito [al convegno di Amatrice del 5 ottobre 1902] fu accolto con scoraggiante freddezza perché il popolo, disilluso e disingannato dalle facili promesse di altri comitati che sorsero e sparirono nel corso di trenta anni, era prevenuto da uno scetticismo che aveva ragione di essere.»
31. 1 2 3 4 5  Colasante, pag. 145.
32. ↑  Palmegiani, fine pag. 125 - inizio pag. 126.
33. ↑  Pietrangeli Antonilli, pag. 23.
34. 1 2 3 4 5 6 7 8 9 10 11 12 13 14  Palmegiani, pag. 126.
35. 1 2   Paolo Di Lorenzo, L'APPROVAZIONE del progetto definitivo di qualche giorno fa della..., in Il Tempo edizione di Rieti, 27 novembre 2005. URL consultato il 18 marzo 2016 (archiviato dall'url originale il 27 marzo 2016).
36. ↑  Cerroti.
37. ↑  Palmegiani, pag. 131, riga 21 dal basso.
38. ↑  Si è usato questo tool per la rivalutazione tra lire dell'epoca ed euro del 2001.
39. 1 2 3 4 5 6 7  Palmegiani, pag. 127.
40. 1 2 3 4 5 6 7 8 9 10 11 12 13 14 15 16 17 18 19 20 21 22 23 24 25 26 27  Comune Antrodoco, pagina "Testo sulla realizzazione della tratta".
41. 1 2 3   Sergio Dotto, Centrale idroelettrica Farfa 1 (RI), su Terni Archeologia Industriale, 18 maggio 2014. URL consultato il 21 gennaio 2017., che cita Pietrangeli Antonilli
42. 1 2 3   Luigi Filippi, Raffaella Grasso, Lungo il colle: storia, storie, fatti, misfatti, odori e sapori di Collelungo Sabino, Gangemi Editore, 2014.
43. ↑   C. Tec., MR. ROSITANI, IL CONSIGLIERE-ROULETTE, in Il Fatto Quotidiano, 10 settembre 2010,  p. 3. URL consultato il 10 novembre 2016 (archiviato dall'url originale il 2 febbraio 2017).
44. ↑   Carlo Tecce, Festa del peperoncino, la Polverini arriva in elicottero. Il cronista del Fatto viene insultato, su Il Fatto Quotidiano, 22 luglio 2011. URL consultato il 18 novembre 2016.
45. 1 2  CRACE (2013), pag. 10.
46. ↑   Tomaso Alessandro Stipa, La polemica politica ascolana dall'unità italiana alla grande guerra, 2004,  p. 400. URL consultato il 13 gennaio 2016.
47. 1 2 3 4 5  Palmegiani, pag. 133.
48. 1 2 3  Interrogazione del deputato Diego Del Bello, in  Discussioni - seconda tornata del 21 dicembre 1921 (PDF), su Camera dei Deputati - portale storico,  p. 2852 (pag. 52 del PDF). URL consultato il 2 marzo 2016.
49. 1 2  Quaderno valledelsalto.it n. 4, pag. 198.
50. ↑  Interrogazione del deputato Gianni Tofani, in  Discussioni - tornata del 10 agosto 1922 (PDF), su Camera dei Deputati - portale storico,  p. 8372 (pag. 76 del PDF). URL consultato il 15 luglio 2016.
51. ↑  Palmegiani, fine pag. 133 - inizio pag. 134.
52. 1 2 3  Relazione della commissione ministeriale De Cornè, citata in  La Ferrovia Salaria (JPG), in Il Risveglio - anno IX n. 102, Cittaducale, 31 marzo 1922. URL consultato il 14 febbraio 2016., a sua volta citato in Comune Antrodoco, pagina "Documentazione"
53. ↑   I deputati del Lazio, dell'Umbria e delle Marche chiedono la costruzione della ferrovia Ascoli-Roma (JPG), in Il giornale di Ascoli, 12 dicembre 1921. URL consultato il 14 febbraio 2016., citato in Comune Antrodoco, pagina "Documentazione"
54. ↑  Palmegiani, fine pag. 135.
55. ↑  Comune Antrodoco, pagina "Documentazione sulla realizzazione della tratta": Volantino che annuncia il Convegno di Rieti per la ferrovia Salaria.
56. 1 2 3  Palmegiani, pag. 136.
57. 1 2  Lorenzetti (1986), pag. 159.
58. 1 2  Lorenzetti (1986), pag. 160 .
59. ↑  Spagnoli, pag. 58.
60. 1 2  Lorenzetti (1986), pag. 161.
61. ↑  Comune Antrodoco, pagina "Documentazione".
62. ↑  Spagnoli, pag. 105.
63. ↑  Spagnoli, pag. 135.
64. ↑  Lorenzetti (1986), pag. 162.
65. ↑  Lorenzetti (1986), pag. 163.
66. 1 2 3  Palmegiani, pag. 132.
67. 1 2 3 4 5 6 7  Lorenzetti (1986), pag. 164.
68. 1 2 3 4 5  Palmegiani, pag. 134.
69. ↑  Palmegiani, pag. 133, prima riga.
70. ↑  Palmegiani, pag. 127, riga 23 dal basso.
71. ↑  Attilio Di Iorio, La ferrovia Giulianova-Teramo, iTreni, 154/1994
72. 1 2 3 4  Lorenzetti (1986), pag. 167.
73. ↑  Lorenzetti (1986), pag. 166.
74. 1 2 3  Lorenzetti (1986), pag. 168.
75. ↑   Vanoni, Ezio, su Dizionario di Economia e Finanza Treccani, 2012. URL consultato il 28 maggio 2017.
76. ↑   DIRETTIVO, in Il Tempo edizione di Rieti, 25 giugno 2006. URL consultato il 23 marzo 2016 (archiviato dall'url originale il 27 marzo 2016).
77. ↑  Lorenzetti (1986), pag. 169.
78. ↑   Roberto Lorenzetti (a cura di), La questione ferroviaria nella storia d'Italia. Problemi economici sociali politici e urbanistici. Atti del convegno nazionale di studi storici organizzato dal Comune di Rieti 24-26 gennaio 1986, Roma, Editori Riuniti, 1989, ISBN 88-359-3291-2.
79. ↑   Tre regioni collegate da un'unica ferrovia, in Il Tempo - cronaca di Rieti, 2 novembre 1983,  p. 10. e Il Tempo - cronaca di Rieti, 3 novembre 1983.
80. ↑   ferrovie: Abruzzo e sabina per la rieti-passo corese-roma, in Agenzia Giornalistica Italia, 20 gennaio 1986 10:45. URL consultato il 9 dicembre 2016 (archiviato dall'url originale il 13 dicembre 2016).
81. 1 2 3 4  Mondo Sabino, pag. 99-100.
82. ↑   ROSITANI e SOSPIRI: Norme per la realizzazione del collegamento ferroviario diretto Rieti-Roma (1543), su Camera dei Deputati, 9 settembre 1992. URL consultato il 15 giugno 2016. PDF
83. ↑   Ferrovie: iniziative per rilancio ascoli-roma, in Agenzia Giornalistica Italia, 9 gennaio 1993 21:07. URL consultato il 9 dicembre 2016 (archiviato dall'url originale il 13 dicembre 2016).
84. ↑   Fs: manifestazione per rilancio linea ascoli-roma, in Agenzia Giornalistica Italia, 23 gennaio 1993 16:48. URL consultato il 9 dicembre 2016 (archiviato dall'url originale il 13 dicembre 2016).
85. ↑   Atto C.865 del 6 luglio 1994, su Camera dei Deputati - portale storico. URL consultato il 13 gennaio 2016. Testo della proposta di legge
86. ↑   XIII Legislatura della Repubblica italiana - Atto C.2322 del 25 settembre 1996, su Camera dei Deputati - portale storico. URL consultato il 13 gennaio 2016. Testo della proposta di legge
87. ↑   Atto Camera n. 2324 - XIII Legislatura, su Senato della Repubblica. URL consultato il 13 gennaio 2016. Testo della proposta di legge
88. ↑   Legislatura 14ª - Disegno di legge N. 262, su Senato della Repubblica, 21 giugno 2001. URL consultato il 19 aprile 2016. PDF
89. ↑   An: domani a Rieti parte festa del "secolo", in Agenzia Giornalistica Italia, 22 luglio 1994 14:30. URL consultato il 9 dicembre 2016 (archiviato dall'url originale il 13 dicembre 2016).
90. ↑   Fs: fiori, nel contratto-programma 40 mila mld per '95-'97, in Agenzia Giornalistica Italia, 20 ottobre 1994 16:52. URL consultato il 9 dicembre 2016 (archiviato dall'url originale il 13 dicembre 2016).
91. ↑   Dalla Pisana programmi per il 2000 (e oltre), in Corriere della Sera, 14 giugno 1998. URL consultato il 21 dicembre 2015 (archiviato dall'url originale il 1º gennaio 2016).
92. ↑   Salaria: da finanziaria 190 mld per ammodernamento, in Agenzia Giornalistica Italia, 20 dicembre 2000 13:33. URL consultato il 9 dicembre 2016 (archiviato dall'url originale il 13 dicembre 2016).
93. ↑   INTERROGAZIONE A RISPOSTA SCRITTA 4/00480 presentata da DEIANA ELETTRA (RIFONDAZIONE COMUNISTA) in data 20010801, su Camera dei Deputati - portale storico. URL consultato il 13 gennaio 2016.
94. ↑   Ferrovia dei "Due Mari", in il Quotidiano.it della provincia di Ascoli Piceno, 17 novembre 2003. URL consultato il 2 febbraio 2017.
95. 1 2 3 4 5 6 7 8 9 10 11 12 13 14 15 16 17 18   Nuova linea ferroviaria Passo Corese-Rieti (scheda n. 68), su Sistema Informativo Legge Opere Strategiche. URL consultato il 16 marzo 2016 (archiviato dall'url originale il 12 settembre 2016).
96. ↑   Fs: Ascoli, confcommercio per linea antrodoco-roma, in Agenzia Giornalistica Italia, 18 luglio 2001 21:12. URL consultato il 9 dicembre 2016 (archiviato dall'url originale il 13 dicembre 2016).
97. ↑   Alessandra Lancia, Ferrovia per Roma e raddoppio Salaria: ecco i due progetti, in Il Messaggero edizione di Rieti, 15 ottobre 2017. URL consultato il 4 luglio 2019.
98. ↑   Francesco Pasquetti, La maledizione di San Bernardino, in Format, dicembre 2018. URL consultato il 4 luglio 2019.
99. 1 2   Alessandra Lancia, La ferrovia per Roma torna di moda, in Il Messaggero edizione di Rieti, 23 agosto 2017. URL consultato il 25 marzo 2018.
100. 1 2 3 4 5   Colonna sonora sulla ferrovia per Roma - Comuni e Comunità Montane in fibrillazione per valutare l'impatto ambientale dell'opera, in Il Tempo edizione di Rieti, 21 maggio 2003. URL consultato il 16 marzo 2016 (archiviato dall'url originale il 27 marzo 2016).
101. 1 2 3 4 5 6 7   Rosella Vivio, Comitato Nuovo Tracciato, su Corriere di Rieti, 21 febbraio 2006. URL consultato il 31 luglio 2025 (archiviato il 25 ottobre 2021).
102. ↑   Ferrovia, Rieti sul treno del futuro, in Il Tempo edizione di Rieti, 13 maggio 2003. URL consultato il 16 marzo 2016 (archiviato dall'url originale il 27 marzo 2016).
103. ↑   Ferrovia, miracolo. Progetto al ministero, in Il Tempo edizione di Rieti, 11 maggio 2003. URL consultato il 15 marzo 2016 (archiviato dall'url originale il 27 marzo 2016).
104. 1 2 3 4 5 6   Viene presentato stamane in Comune un altro progetto, in Il Tempo edizione di Rieti, 9 giugno 2003. URL consultato il 16 marzo 2016 (archiviato dall'url originale il 27 marzo 2016).
105. ↑   Si anima la discussione sul tracciato della ferrovia Rieti-Passo Corese, in Il Tempo edizione di Rieti, 27 agosto 2003. URL consultato il 17 marzo 2016 (archiviato dall'url originale il 27 marzo 2016).
106. ↑   Ferrovia «Meglio il progetto di Roma 3», in Il Tempo edizione di Rieti, 18 ottobre 2003. URL consultato il 17 marzo 2016 (archiviato dall'url originale il 27 marzo 2016).
107. ↑   Ferrovia alternativa, scoppia la polemica, in Il Tempo edizione di Rieti, 10 giugno 2003. URL consultato il 16 marzo 2016 (archiviato dall'url originale il 27 marzo 2016).
108. ↑   Ferrovie, la lunga battaglia della Cdl, in Il Tempo edizione di Rieti, 22 aprile 2004. URL consultato il 17 marzo 2016 (archiviato dall'url originale il 27 marzo 2016).
109. ↑   Ferrovia e superstrada saranno realtà, in Il Tempo edizione di Rieti, 20 dicembre 2003. URL consultato il 17 marzo 2016 (archiviato dall'url originale il 27 marzo 2016).
110. ↑   Paolo Di Lorenzo, È STATO direttamente il ministro delle Infrastrutture Lunardi, con..., in Il Tempo edizione di Rieti, 5 giugno 2004. URL consultato il 17 marzo 2016 (archiviato dall'url originale il 27 marzo 2016).
111. ↑   Ferrovia, brutto colpo gobbo del Cipe, in Il Tempo edizione di Rieti, 30 ottobre 2004. URL consultato il 17 marzo 2016 (archiviato dall'url originale il 27 marzo 2016).
112. ↑   In arrivo oltre 200 milioni per la Rieti-Roma, in Il Tempo edizione di Rieti, 5 agosto 2004. URL consultato il 17 marzo 2016 (archiviato dall'url originale il 27 marzo 2016). NB: il fatto che si tratti di una previsione di spesa è indicato in  Trasporti efficienti per combattere l'isolamento, in Il Tempo edizione di Rieti, 8 agosto 2004. URL consultato il 17 marzo 2016 (archiviato dall'url originale il 27 marzo 2016).
113. ↑   Fondi per la ferrovia Rieti-Passo Corese, in Il Tempo edizione di Rieti, 21 settembre 2004. URL consultato il 17 marzo 2016 (archiviato dall'url originale il 27 marzo 2016).
114. ↑   I PARLAMENTARI Rositani e Cicolani hanno chiesto ufficialmente al ministro delle Infrastrutture ..., in Il Tempo edizione di Rieti, 10 maggio 2005. URL consultato il 19 giugno 2016 (archiviato dall'url originale il 19 giugno 2016).
115. ↑   Nasce il Comitato, su Comitato Nuovo Tracciato per la modifica della linea ferroviaria Rieti-Passo Corese, 6 gennaio 2006. URL consultato il 21 marzo 2016.
116. 1 2 3   Ferrovia per Roma, i Verdi tirano il freno, in Il Tempo edizione di Rieti, 14 gennaio 2006. URL consultato il 18 marzo 2016 (archiviato dall'url originale il 27 marzo 2016).
117. 1 2 3   Meglio un treno sicuro che una ferrovia, in Il Tempo edizione di Rieti, 17 febbraio 2006. URL consultato il 20 marzo 2016 (archiviato dall'url originale il 27 marzo 2016).
118. ↑   Sulla ferrovia viaggia la catastrofe, in Il Tempo edizione di Rieti, 8 marzo 2006. URL consultato il 22 marzo 2016 (archiviato dall'url originale il 27 marzo 2016).
119. 1 2 3 4 5 6   Paolo Campanelli, A TUTTI I REATINI DA PARTE DEL COMITATO NUOVO TRACCIATO: LA FERROVIA DELL’INGANNO E DEI GIOCHI SPORCHI, su Comitato Nuovo Tracciato, 17 marzo 2006. URL consultato il 27 gennaio 2017 (archiviato dall'url originale il 27 marzo 2018).
120. 1 2 3   Ferrovia, i cittadini vincono il primo round, in Il Tempo edizione di Rieti, 21 gennaio 2006. URL consultato il 19 marzo 2016 (archiviato dall'url originale il 27 marzo 2016).
121. ↑   CORRE SUL WEB..., in Il Tempo edizione di Rieti, 31 gennaio 2006. URL consultato il 20 marzo 2016 (archiviato dall'url originale il 27 marzo 2016).
122. 1 2   Angela Sorbo, «Piano credibile e finanziariamente fattibile, dove prima c'era un libro dei sogni», in Il Tempo edizione di Rieti, 29 settembre 2006. URL consultato il 19 giugno 2016 (archiviato dall'url originale il 19 giugno 2016).
123. 1 2   Il Comitato anti-ferrovia spera nella Pisana, in Il Tempo edizione di Rieti, 13 febbraio 2006. URL consultato il 20 marzo 2016 (archiviato dall'url originale il 27 marzo 2016).
124. ↑   Isabella Mezza, TG3 nazionale, Rai 3, 14 gennaio 2006 ore 19. URL consultato il 26 gennaio 2017.
125. ↑   I No Tav si alleano con Passo Corese, in Il Tempo edizione di Rieti, 18 gennaio 2006. URL consultato il 18 marzo 2016 (archiviato dall'url originale il 27 marzo 2016).
126. ↑   Gianfranco Paris, La Ferrovia Rieti-Roma: a chi serve?, su Sabina Radicale. URL consultato il 17 agosto 2017.
127. 1 2   Linea ferroviaria - Leggio consulta cittadini e sindaci, in Il Tempo edizione di Rieti, 4 gennaio 2006. URL consultato il 18 marzo 2016 (archiviato dall'url originale il 27 marzo 2016).
128. 1 2 3   Treno Rieti-Passo Corese Assoutenti: «Meglio la Freccia del Gran Sasso», in Il Tempo edizione di Rieti, 10 marzo 2006. URL consultato il 22 marzo 2016 (archiviato dall'url originale il 27 marzo 2016).
129. ↑   Centrosinistra: «Ok, ma va modificata», in Il Tempo edizione di Rieti, 21 febbraio 2006. URL consultato il 22 marzo 2016 (archiviato dall'url originale il 27 marzo 2016).
130. ↑   Paolo Campanelli, BEN QUATTRO I RICORSI AL TAR CONTRO LO SCEMPIO DELLA FERROVIA PASSO CORESE – OSTERIA NUOVA, su Comitato Nuovo Tracciato, 26 maggio 2006. URL consultato il 26 gennaio 2017.
131. ↑   Minacciato il blocco della ferrovia a Passo Corese, in Il Tempo edizione di Rieti, 5 gennaio 2006. URL consultato il 18 marzo 2016 (archiviato dall'url originale il 27 marzo 2016).
132. ↑   Ferrovia e ritardi, Giunta stesa sui binari, in Il Tempo edizione di Rieti, 22 gennaio 2006. URL consultato il 19 marzo 2016 (archiviato dall'url originale il 27 marzo 2016).
133. ↑   Ferrovia, i pendolari non hanno dubbi: «Sì» al progetto, in Il Tempo edizione di Rieti, 4 febbraio 2006. URL consultato il 20 marzo 2016 (archiviato dall'url originale il 27 marzo 2016).
134. ↑   Parola di Costanzo: «I bimbi di Rieti vedono il treno in tv», in Il Tempo edizione di Rieti, 27 gennaio 2006. URL consultato il 20 marzo 2016 (archiviato dall'url originale il 27 marzo 2016).
«Ed ora sull'argomento si sta creando il Libero Comitato Reatino Pro-Ferrovia»
135. 1 2 3 4   «Sì alla ferrovia. È una risorsa per tutti», in Il Tempo edizione di Rieti, 21 febbraio 2006. URL consultato il 21 marzo 2016 (archiviato dall'url originale il 27 marzo 2016).
136. ↑   Paolo Di Lorenzo, SULLA ferrovia Roma-Rieti la Sinistra la «butta in caciara», in Il Tempo edizione di Rieti, 16 gennaio 2006. URL consultato il 18 marzo 2016 (archiviato dall'url originale il 27 marzo 2016).
137. ↑   «Sanità e trasporti, servizi più efficienti», in Il Tempo edizione di Rieti, 24 gennaio 2006. URL consultato il 19 marzo 2016 (archiviato dall'url originale il 27 marzo 2016).
«Non è vero che non vogliamo le grandi opere, ma siamo tra chi ritiene che esse debbano essere fatte con il consenso dei cittadini. La ferrovia Passo Corese-Rieti ne è un esempio attuale.»
138. ↑   Il Centro intermodale va «condiviso», in Il Tempo edizione di Rieti, 26 gennaio 2006. URL consultato il 19 marzo 2016 (archiviato dall'url originale il 27 marzo 2016).
«non ci si può far velo della Legge Obiettivo per scavalcare ed ignorare le giuste osservazioni ed i pareri [...] Il caso emblematico [...] riguarda la protesta dei cittadini di Passo Corese che otterranno la revisione del tracciato della ferrovia»
139. ↑   Ferrovia, «sì con riserva» della Provincia, in Il Tempo edizione di Rieti, 2 febbraio 2006. URL consultato il 20 marzo 2016 (archiviato dall'url originale il 27 marzo 2016).
140. ↑   Ferrovia, approvato il progetto definitivo, in Il Tempo edizione di Rieti, 22 febbraio 2006. URL consultato il 22 marzo 2016 (archiviato dall'url originale il 27 marzo 2016).
141. ↑   Ferrovia, una conferenza «interlocutoria», in Il Tempo edizione di Rieti, 10 febbraio 2006. URL consultato il 20 marzo 2016 (archiviato dall'url originale il 27 marzo 2016).
142. 1 2 3 4   Raccolta di firme contro il boicottaggio della ferrovia, in Il Tempo edizione di Rieti, 6 ottobre 2006. URL consultato il 19 giugno 2016 (archiviato dall'url originale il 19 giugno 2016).
143. ↑   FARA SABINA, in Il Tempo edizione di Rieti, 31 maggio 2006. URL consultato il 23 marzo 2016 (archiviato dall'url originale il 27 marzo 2016).
144. ↑   Presentati in Camera di Commercio, in Il Tempo edizione di Rieti, 2 novembre 2006. URL consultato il 19 giugno 2016 (archiviato dall'url originale il 19 giugno 2016).
«Stiamo lavorando affinché il collegamento attuale Rieti - Terni - Roma possa percorrersi in 85 minuti, fermo restando che la Passo Corese - Rieti è necessaria ma per realizzarla credo sarà necessaria una congiuntura economica più favorevole. La soluzione di una strada a 4 corsie, e non di un'autostrada, credo sia la migliore poiché comporterebbe un impatto economico e ambientale notevolmente minore.»
145. ↑   Sistema Informativo Legge Opere Strategiche, su silos.infrastrutturestrategiche.it. URL consultato l'8 marzo 2016 (archiviato dall'url originale il 25 giugno 2016). Inserire "Salaria" nella casella "nome" e premere Cerca.
146. ↑   S'Inasprisce la polemica dopo la riunione dei sindaci in Provincia, in Il Tempo edizione di Rieti, 19 aprile 2007. URL consultato il 22 giugno 2016 (archiviato dall'url originale il 22 giugno 2016).
147. ↑   Il pre-Cipe finanzia la ferrovia, in Il Tempo edizione di Rieti, 22 marzo 2006. URL consultato il 22 marzo 2016 (archiviato dall'url originale il 27 marzo 2016).
«[...] improvvisamente un dirigente dei Beni Culturali avrebbe mosso delle critiche al tracciato che attraversa un lato di Passo Corese [...] avrebbe potuto rovinare un'area archeologica. Noi [...] abbiamo mosso subito decine di ingegneri e tecnici per modificare, a tempo di record, una piccola parte del tracciato ed accontentare le popolazioni residenti.»
148. ↑   Ferrovia, dopo i fondi si cercano altri cavilli, in Il Tempo edizione di Rieti, 24 marzo 2006. URL consultato il 22 marzo 2016 (archiviato dall'url originale il 27 marzo 2016).
«Positivo è stata l'accettazione di alcune modifiche al tracciato, per venire incontro alle esigenze dei cittadini di Fara, ultima quella che ha permesso di aggirare un importante sito archeologico della nostra città.»
149. ↑   Deliberazione CIPE 105/06 del 29 marzo 2006, in Gazzetta Ufficiale della Repubblica Italiana - anno 147 n. 280, 1º dicembre 2006,  p. 12. URL consultato il 26 ottobre 2017. (versione testuale)
150. ↑   Il presidente Marrazzo incontra i candidati dell'Ulivo, in Il Tempo edizione di Rieti, 24 marzo 2006. URL consultato il 22 marzo 2016 (archiviato dall'url originale il 27 marzo 2016).
151. ↑   «Con pochi soldi sarà una metropolitana», in Il Tempo edizione di Rieti, 8 marzo 2006. URL consultato il 22 marzo 2016 (archiviato dall'url originale il 27 marzo 2016).
152. ↑   «La ferrovia Passo Corese-Rieti sarà finanziata», in Il Tempo edizione di Rieti, 18 marzo 2006. URL consultato il 22 marzo 2016 (archiviato dall'url originale il 27 marzo 2016).
153. ↑   «Giusto lo stop. Si realizzerebbe solo un moncone», in Il Tempo edizione di Rieti, 15 giugno 2006. URL consultato il 23 marzo 2016 (archiviato dall'url originale il 27 marzo 2016).
154. ↑   Rositani e Cicolani: «Sono capaci soltanto di distruggere», in Il Tempo edizione di Rieti, 15 giugno 2006. URL consultato il 23 marzo 2016 (archiviato dall'url originale il 27 marzo 2016).
155. ↑   «Avviciniamo Rieti al terminal crocieristico», in Il Tempo edizione di Rieti, 13 luglio 2006. URL consultato il 23 marzo 2016 (archiviato dall'url originale il 27 marzo 2016).
156. ↑   Ferrovia, i lavori possono partire, in Il Tempo edizione di Rieti, 4 luglio 2006. URL consultato il 23 marzo 2016 (archiviato dall'url originale il 27 marzo 2016).
157. ↑   PASSO CORESE-RIETI, in Il Tempo edizione di Rieti, 14 luglio 2006. URL consultato il 23 marzo 2016 (archiviato dall'url originale il 27 marzo 2016).
158. ↑   «No alla ferrovia». Aria di rivolta, in Il Tempo edizione di Rieti, 16 giugno 2006. URL consultato il 23 marzo 2016 (archiviato dall'url originale il 27 marzo 2016).
159. ↑   Ferrovia, insorgono i sindacati «È un'opera che va realizzata», in Il Tempo edizione di Rieti, 17 giugno 2006. URL consultato il 23 marzo 2016 (archiviato dall'url originale il 27 marzo 2016).
160. ↑   L'elenco delle infrastrutture prioritarie comprende complessivamente 72 opere (30 cantieri già aperti)..., in Il Tempo edizione di Rieti, 5 giugno 2006. URL consultato il 23 marzo 2016 (archiviato dall'url originale il 27 marzo 2016).
161. ↑   Paolo Di Lorenzo, DECISA presa di posizione della Cgil provinciale sull'emergenza infrastrutture, in Il Tempo edizione di Rieti, 6 giugno 2006. URL consultato il 4 febbraio 2017 (archiviato dall'url originale il 27 marzo 2016).
162. ↑   Grandi opere La Uil chiede interventi, in Il Tempo edizione di Rieti, 14 giugno 2006. URL consultato il 4 febbraio 2017 (archiviato dall'url originale il 27 marzo 2016).
163. ↑   Ferrovia o niente firma al Patto, in Il Tempo edizione di Rieti, 18 settembre 2006. URL consultato il 23 marzo 2016 (archiviato dall'url originale il 27 marzo 2016).
164. ↑   Grazie a Cgil, Cisl e Uil evitato lo scippo dei 90 milioni, in Il Tempo edizione di Rieti, 21 settembre 2006. URL consultato il 23 marzo 2016 (archiviato dall'url originale il 27 marzo 2016).
165. 1 2 3   An minaccia: «Bloccheremo la Salaria», in Il Tempo edizione di Rieti, 27 settembre 2006. URL consultato il 19 giugno 2016 (archiviato dall'url originale il 19 giugno 2016).
166. ↑   L'APPUNTO, in Il Tempo edizione di Rieti, 26 settembre 2006. URL consultato il 23 marzo 2016 (archiviato dall'url originale il 27 marzo 2016).
167. 1 2   Il Governo esclude fondi per la ferrovia, in Il Tempo edizione di Rieti, 26 settembre 2006. URL consultato il 23 marzo 2016 (archiviato dall'url originale il 27 marzo 2016).
168. ↑   Caustico il senatore Cicolani: «Un tentativo politico di bloccare la realizzazione dell'opera», in Il Tempo edizione di Rieti, 7 novembre 2006. URL consultato il 20 giugno 2016 (archiviato dall'url originale il 20 giugno 2016).
169. ↑   L'Ugl, in Il Tempo edizione di Rieti, 27 settembre 2006. URL consultato il 19 giugno 2016 (archiviato dall'url originale il 19 giugno 2016).
170. ↑   «Sì a strade e ferrovia. Portano ricchezza», in Il Tempo edizione di Rieti, 5 ottobre 2006. URL consultato il 19 giugno 2016 (archiviato dall'url originale il 19 giugno 2016).
171. ↑   Raddoppio della Salaria, c'è solo la firma, in Il Tempo edizione di Rieti, 9 novembre 2006. URL consultato il 20 giugno 2016 (archiviato dall'url originale il 20 giugno 2016).
172. ↑   Moretti, l'AD delle FS: «Alta Velocità e tecnologia per accorciare l'Italia» (PDF), in Il Tempo, 2 agosto 2008,  pp. 8-9. URL consultato il 10 novembre 2016 (archiviato dall'url originale il 20 dicembre 2016). Link alternativo
173. 1 2   La ferrovia si allontana e si «studia», in Il Tempo edizione di Rieti, 10 ottobre 2006. URL consultato il 19 giugno 2016 (archiviato dall'url originale il 19 giugno 2016).
174. ↑   SS Salaria, Melilli: «Il centrodestra fa marcia indietro» [collegamento interrotto], in Il Giornale di Rieti, 25 maggio 2009. URL consultato il 28 giugno 2016.
175. ↑   Paolo Di Lorenzo, Cicolani: «Su Salaria e Ferrovia ci sono solo i nostri progetti», in Il Tempo edizione di Rieti, 30 maggio 2009. URL consultato il 23 giugno 2016 (archiviato dall'url originale il 23 giugno 2016).
176. ↑   «La ferrovia sarà un'opera strategica», in Il Tempo edizione di Rieti, 16 ottobre 2009. URL consultato il 23 giugno 2016 (archiviato dall'url originale il 23 giugno 2016).
177. ↑   Per il Polo della logistica l'industria preme sul Pdl, in Il Tempo edizione di Rieti, 25 ottobre 2009. URL consultato il 23 giugno 2016 (archiviato dall'url originale il 23 giugno 2016).
178. ↑   Passo Corese: treno, non sfregio, in Il Tempo edizione di Rieti, 15 novembre 2009. URL consultato il 23 giugno 2016 (archiviato dall'url originale il 23 giugno 2016).
179. 1 2 3 4 5  PdB fase 3, Capitolo 5.2 "La nuova ferrovia Rieti – Passo Corese", pag. 59-61.
180. ↑   «Infrastrutture, il centrodestra vi dà certezze», in Il Tempo edizione di Rieti, 18 giugno 2009. URL consultato il 23 giugno 2016 (archiviato dall'url originale il 23 giugno 2016).
181. ↑   Paolo Di Lorenzo, Reatini a Roma in meno di un'ora, in Il Tempo edizione di Rieti, 1º novembre 2009. URL consultato il 23 giugno 2016 (archiviato dall'url originale il 23 giugno 2016).
182. ↑   Sabina Radicale: torna il treno, ma non tornano i conti, in Sabina radicale, 15 novembre 2009. URL consultato il 17 agosto 2017. link alternativo
183. ↑   Wanda Cherubini, Un accordo che rappresenta un volano, non solo sul piano infrastrutturale, per lo sviluppo di tutto il Lazio, in Il Tempo, 17 giugno 2011. URL consultato il 24 giugno 2016 (archiviato dall'url originale il 24 giugno 2016).
184. ↑   Rieti, in treno a Roma via Terni: per il Comune è una priorità ma potenziare la linea è difficile, in Il Messaggero edizione di Rieti, 19 marzo 2016. URL consultato il 14 dicembre 2016.
«La linea diretta ferroviaria per Roma non verrà mai realizzata. Partendo da questo presupposto, il sindaco di Rieti e l’assessore alla mobilità hanno promosso un incontro sul nevralgico e antico tema dei collegamenti viari»
185. ↑   Gaetano Rinaldi, Il tracciato della Ferrovia dei Due Mari e il nuovo PRG di Ascoli Piceno: un’occasione mancata, su Italia Nostra, 17 giugno 2014. URL consultato il 25 gennaio 2017.
186. ↑  Orario del 31 maggio 1959, su Archivio Orari Commerciali di Fondazione FS Italiane.
187. ↑   La ferrovia Terni - Rieti - L'Aquila - Sulmona, su Il mondo dei treni. URL consultato il 21 novembre 2016.
188. ↑   La ferrovia Terni - Rieti - L'Aquila - Sulmona, su trasportipubblici.info. URL consultato il 9 dicembre 2016.
189. ↑   Paolo Campanelli, COMUNICATO STAMPA: PROPOSTA DEL COMITATO NUOVO TRACCIATO, su Comitato Nuovo Tracciato, 16 febbraio 2006. URL consultato il 27 gennaio 2017.
190. ↑   Paolo Di Lorenzo, PARTE la «crociata» contro l'assessore regionale Ciani e il consigliere..., in Il Tempo edizione di Rieti, 11 agosto 2006. URL consultato il 23 marzo 2016 (archiviato dall'url originale il 27 marzo 2016).
191. ↑   Trasporti e polemiche, in Il Tempo edizione di Rieti, 13 agosto 2006. URL consultato il 23 marzo 2016 (archiviato dall'url originale il 27 marzo 2016).
192. ↑   «Giù le mani dai 90 milioni», in Il Tempo edizione di Rieti, 19 settembre 2006. URL consultato il 23 marzo 2016 (archiviato dall'url originale il 27 marzo 2016).
193. ↑   «Una sola corsa all'alba e per giunta su littorina. Altro che treno veloce», in Il Tempo edizione di Rieti, 16 settembre 2006. URL consultato il 23 marzo 2016 (archiviato dall'url originale il 27 marzo 2016).
194. ↑   Alessandra Pasqualotto, NEL programma delle grandi opere, tra i 20 interventi con assegnazione di..., in Il Tempo edizione di Rieti, 1º aprile 2006. URL consultato il 23 marzo 2016 (archiviato dall'url originale il 27 marzo 2016).
195. ↑   FELICI: “RIETI – ROMA IN TRENO SENZA TRASBORDO A TERNI”, in RietiLife, 12 dicembre 2012. URL consultato il 13 dicembre 2016.
196. ↑   Rinaldi: «Dal centrosinistra risposte concrete ai reatini» [collegamento interrotto], in Il Giornale di Rieti, 15 dicembre 2008. URL consultato il 14 dicembre 2016.
197. ↑   Rosella Vivio, Trasporto pubblico: ne parliamo con Melilli, in Il Giornale di Rieti, 18 luglio 2015. URL consultato il 14 dicembre 2016 (archiviato dall'url originale il 10 agosto 2017).
198. 1 2 3   PSI: TRATTA RIETI – TERNI – ORTE – ROMA, L’UMBRIA DISPOSTA A CEDERE TRACCE, in Rieti in Vetrina, 22 luglio 2015. URL consultato il 9 dicembre 2016 (archiviato dall'url originale l'11 febbraio 2017).
199. ↑  Fascicoli linea, fascicolo 107, pag. 106 (pag. 38 del PDF).
200. 1 2  PdB fase 3, pag. 46; PdB fase 1, pag. 22
201. ↑   Meglio Terni che Passo Corese, in Il Tempo edizione di Rieti, 3 agosto 2006. URL consultato il 23 marzo 2016 (archiviato dall'url originale il 27 marzo 2016).
202. ↑   Trasporti: diretto Rieti-Roma, lunedì l'inaugurazione, in Il Giornale di Rieti, 13 dicembre 2008. URL consultato il 25 giugno 2016 (archiviato dall'url originale il 30 marzo 2016).
203. ↑   Parte il «treno dei desideri» Andrà a Roma senza ritorno, in Il Tempo edizione di Rieti, 15 dicembre 2008. URL consultato il 22 giugno 2016 (archiviato dall'url originale il 22 giugno 2016).
204. ↑   I pendolari snobbano il supertreno, in Il Tempo edizione di Rieti, 16 dicembre 2008. URL consultato il 22 giugno 2016 (archiviato dall'url originale il 22 giugno 2016).
205. ↑   Costini:«Il treno Rieti-Roma non serve ai pendolari» [collegamento interrotto], in Il Giornale di Rieti, 15 dicembre 2008. URL consultato il 9 dicembre 2016.
206. 1 2   NUOVO TRENO ALLE 20.35 DA TIBURTINA A RIETI, in RietiLife, 4 novembre 2015. URL consultato il 9 dicembre 2016.
207. ↑   Emanuele Laurenzi, Rieti, spuntano bus Cotral fantasma, in Il Messaggero Rieti, 10 aprile 2016. URL consultato il 10 novembre 2016.
208. ↑   Grosse novità per i pendolari: dall'8 gennaio due treni in più da Rieti a Roma via Terni, in Il Messaggero edizione di Rieti, 17 dicembre 2017. URL consultato il 17 agosto 2018.
209. ↑   MARCO FUGGETTA, ANTRODOCO — Per gli abitanti della Valle del Velino il tempo sembra volgere al sereno ..., in Il Tempo edizione di Rieti, 29 novembre 2006. URL consultato il 20 giugno 2016 (archiviato dall'url originale il 20 giugno 2016).
210. ↑   Treni nuovi di zecca I conti non tornano, in Il Tempo edizione di Rieti, 20 aprile 2007. URL consultato il 22 giugno 2016 (archiviato dall'url originale il 22 giugno 2016).
211. ↑   Sì alla Salaria no alla ferrovia, in Il Tempo edizione di Rieti, 20 aprile 2007. URL consultato il 22 giugno 2016 (archiviato dall'url originale il 22 giugno 2016).
212. ↑   TRASPORTI: UN NUOVO VIVALTO A SEZZE: PIÙ COMFORT ED EFFICIENZA, su regione.lazio.it, 6 aprile 2017. URL consultato il 9 agosto 2017 (archiviato dall'url originale il 10 agosto 2017).
«Quello del Lazio è l’investimento più grande mai fatto da una regione per il rinnovo del materiale rotabile»
213. ↑   PAOLUCCI UIL: TRENI NUOVI A RIETI? PER ZINGARETTI INQUINANO, in Rieti in Vetrina, 17 giugno 2016. URL consultato il 9 dicembre 2016.
214. ↑   Firmato il Patto con la Regione per la ricostruzione e il rilancio delle aree colpite dal sisma [collegamento interrotto], in Corriere di Rieti, 26 maggio 2017. URL consultato il 9 agosto 2017.
215. 1 2   Allegato 7 "Piano investimenti", su Contratto di servizio regione Lazio-Trenitalia 2018 - 2032, regione.lazio.it, 22 giugno 2018,  p. 1. URL consultato il 31 marzo 2019 (archiviato dall'url originale il 31 marzo 2019).
216. ↑   Zingaretti: "Chiesto a Trenitalia treni bimodali diesel/elettrico per Rieti-Terni-Roma. Treni nuovi, veloci e confortevoli", su RietiLife, 8 settembre 2017. URL consultato il 17 agosto 2018.
217. ↑   Rieti-Roma col treno via Terni: 76 milioni per acquistare 3 nuovi treni bimodali | Accordo Regione-Trenitalia, su RietiLife, 22 giugno 2018. URL consultato il 17 agosto 2018.
218. ↑  A.M.I.S. = Autorizzazione di Messa In Servizio
219. ↑  Tale posizione è stata assunta sia dalla giunta di centrosinistra Petrangeli che da quella di centrodestra Cicchetti: si vedano  -  Dichiarazione del Sindaco Petrangeli su sperimentazione scambio gomma-rotaia, in Sito istituzionale del Comune di Rieti, 13 marzo 2015. URL consultato il 14 dicembre 2016.
«La proposta che intendiamo rilanciare riguarda l'unica grande opera che serve a questa città: un collegamento ferroviario veloce con Roma via Terni. È un obiettivo possibile, che non richiede un impegno economico straordinario e che rappresenta la migliore soluzione per il nostro territorio.»
  -  Programma amministrativo di Antonio Cicchetti, su amministrativerieti.it. URL consultato il 10 agosto 2017 (archiviato dall'url originale il 10 agosto 2017).
220. ↑   Lorenzo D'Avanzo, "Cantieri e concretezza le parole d'ordine d'autunno". Intervista a Graziano Delrio, in Agenzia Giornalistica Italia, 21 agosto 2017. URL consultato il 25 marzo 2018.
221. 1 2 3 4 5   Video completo della conferenza stampa, in Rieti in Vetrina, 17 ottobre 2017. URL consultato il 25 marzo 2018.
222. ↑   Zero euro per la Ferrovia Salaria. E Ancona sta zitta: come da 176 anni, in Riviera Oggi, 26 ottobre 2017. URL consultato il 25 marzo 2018.
223. ↑   Terremoto Centro Italia: RFI presenta i progetti per migliorare i collegamenti tra Roma e le zone colpite, in FSNews, 17 ottobre 2017. URL consultato il 25 marzo 2018.
224. ↑   Gentile: “Ferrovia Rieti-Passo Corese? In 7-8 anni”, in RietiLife, 17 ottobre 2017. URL consultato il 22 giugno 2019.
225. ↑   Melilli: “Salaria e ferrovia, questa volta i soldi ci sono e ci sono tutti” [collegamento interrotto], in Corriere di Rieti, 19 ottobre 2017. URL consultato il 22 giugno 2019.
226. ↑   Terremoto:Lorenzoni,manca un miliardo per Salaria e ferrovia, in ANSA, 11 settembre 2018. URL consultato il 27 giugno 2019.
227. 1 2 3   Contratto di Programma MIT ‐ RFI 2017‐2021 parte Investimenti (PDF), su rfi.it,  p. 92. URL consultato il 25 marzo 2018 (archiviato dall'url originale il 26 ottobre 2017).
228. 1 2   Rete Ferroviaria Italiana, Piano Commerciale edizione febbraio 2018 (PDF), su rfi.it,  p. 212. URL consultato il 25 marzo 2018 (archiviato dall'url originale il 26 marzo 2018).
229. ↑  Palmegiani, pag. 128-129.
230. ↑  Mondo Sabino, pag. 88.
231. 1 2 3 4 5 6 7 8 9 10 11 12 13 14 15 16 17  Lorenzetti (1986), Appendice XI - parte della relazione Marinelli-Cherubini sui progetti Trivellini e Venturini per la Rieti-Corese (1895), pag. 228-238.
232. ↑  Disegni tratti dal progetto Ugolini - figure n. 18-21, in Lorenzetti (1986), pag. 140-141
233. 1 2  Palmegiani, pag. 135.
234. 1 2  Amici 1907.
235. ↑  Lorenzetti (2003), pag. 53.
236. 1 2  Planimetria del progetto Talenti e didascalia originale, riprodotta in Lorenzetti (1986), pag. 160 e Lorenzetti (2003), pag. 53.
237. ↑   Nuova linea ferroviaria Rieti - Passo Corese, su Italferr. URL consultato il 12 gennaio 2016 (archiviato dall'url originale il 4 marzo 2016).
238. ↑   Angelo Silvestri, Il trenino di Paperino, su Comitato Nuovo Tracciato per la modifica della linea ferroviaria Rieti – Passo Corese, 13 gennaio 2006. URL consultato il 2 gennaio 2017.
239. 1 2 3 4 5 6 7   G. Marconi, Nuova linea ferroviaria Passo Corese-Rieti - progetto preliminare (PDF), su Società di Ingegneria e Architettura Mosco & Associati, 2002-2003. URL consultato il 5 luglio 2016 (archiviato dall'url originale il 2 febbraio 2017).
240. 1 2 3   Ferrovia e progetti, tempi rapidi sulle scelte, in Il Tempo edizione di Rieti, 4 settembre 2003. URL consultato il 16 marzo 2016 (archiviato dall'url originale il 27 marzo 2016).
241. ↑   Infrastrutture/ Presentato dall'assessore Babini e dal vice Sindaco Natali il «Cantiere del futuro». Ecco la «Ferrovia dei Due Mari», in Il Resto del Carlino - cronaca di Ascoli, 16 maggio 2003.
242. 1 2   Mauro Giorgi, La ferrovia dei due mari è più che una realtà, in il Quotidiano.it della provincia di Ascoli Piceno, 24 giugno 2003. URL consultato il 20 marzo 2019.